# Aleksandr Kolchak
Aleksandr Vasílievich Kolchak (en ruso: Алекса́ндр Васи́льевич Колча́к, romanización Aleksandr Vasil'evič Kolčak), San Petersburgo, 5 de noviembrejul./ 17 de noviembre de 1874greg.-Irkutsk, 7 de febrero de 1920) fue un marino, militar y explorador del Ártico ruso, caudillo del movimiento antibolchevique, conocido como Movimiento Blanco durante la guerra civil rusa, que dirigió en Siberia un Gobierno opuesto al Gobierno de Lenin desde noviembre de 1918 hasta febrero de 1920. En esta función, fue uno de los máximos arquitectos del Terror Blanco.
Kolchak comenzó su carrera como oficial, oceanógrafo e hidrólogo de la Armada Imperial Rusa y fue miembro y luego comandante de varias exploraciones polares auspiciadas por la Academia de Ciencias de Rusia. La isla Kolchak, en el mar de Kara, fue bautizada en su honor. Durante la guerra ruso-japonesa (1904-1905) se distinguió en el sitio de Port Arthur, cuando una mina lanzada desde el destructor a su mando hundió el crucero japonés Takasago. Después de la guerra fue uno de los renovadores de la flota rusa y participó en la creación del Estado Mayor de la Armada, el equivalente de la Stavka. Durante los primeros años del siglo XX, alternó sus estudios científicos y exploraciones con tareas de modernización de la Marina rusa en el Estado Mayor.
Comenzada la Primera Guerra Mundial, tomó parte en acciones en defensa del Báltico, a cuya flota se hallaba asignado como capitán del buque insignia. En 1916, a causa de sus habilidades y heroísmo, se convirtió en el más joven vicealmirante de la Armada Imperial de todos los tiempos y obtuvo el mando de la flota del mar Negro, donde se distinguió de nuevo al lograr controlar éste y asegurar los transportes a los ejércitos que combatían en el Cáucaso. Después de la Revolución de Febrero de 1917, respaldó al Gobierno provisional ruso, confiando en que ayudaría a reforzar la moral y continuaría las operaciones militares contra los Imperios Centrales hasta la victoria. La radicalización de la situación política le hizo, sin embargo, abandonar su mando a finales del verano.
Debido a la Revolución de Octubre y la firma del tratado de paz con Alemania, aceptó convertirse en ministro de Guerra del Gobierno ruso antibolchevique con sede en Omsk. En noviembre de 1918, los social-revolucionarios fueron expulsados del gobierno antibolchevique de Omsk en un golpe de Estado y Kolchak fue elegido «Gobernante Supremo» de Rusia. Pese a sus éxitos militares iniciales, mal apoyado por sus aliados, con un mando militar descoordinado y en ocasiones insubordinado, una administración ineficaz, corrupta y percibida como reaccionaria, tensas relaciones con la Legión Checoslovaca y los atamanes cosacos, perdió el apoyo de la población local, cada vez más levantisca, y de parte de sus propias tropas durante la durísima evacuación del invierno de 1919 a través de Siberia.
A finales de 1919, los restos de su ejército y cientos de miles de civiles se retiraron en desorden para escapar de la ofensiva bolchevique que tomó Omsk en noviembre. Atrapado en el ferrocarril en la retirada y acosado por revueltas, levantamientos y el abandono de los checoslovacos que controlaban el Transiberiano, Kolchak fue arrestado por estos y entregado en Irkutsk a los rebeldes que se habían levantado contra Kolchak, los cuales lo entregaron a los bolcheviques. Interrogado por las autoridades de la ciudad, la cercanía de tropas fieles a su persona y el temor a que fuese rescatado llevaron a que se decidiese su fusilamiento, junto con Víktor Pepeliáyev, en febrero de 1920.
Considerado un enemigo del pueblo, menospreciado como explorador del Ártico por los historiadores y periodistas soviéticos, su figura ha sido objeto de rehabilitación en la Rusia postsoviética, así como de una exitosa película apologética: Almirante (2008). En noviembre de 2016, en la casa de San Petersburgo donde Kolchak vivió entre 1906 y 1912 se instaló una placa conmemorativa.
Fue condecorado con las órdenes de Santa Ana de primera clase, San Jorge de tercera clase, San Vladimiro de tercera clase y San Estanislao de primera clase.

## Vida y carrera tempranas

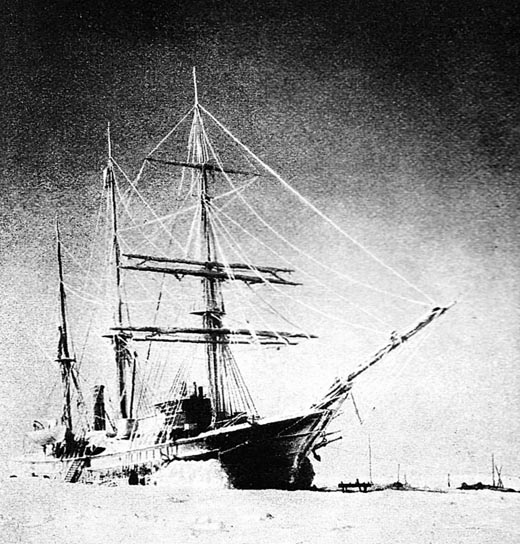
El Zaryá, la nave de la expedición ártica de Toll (1902-03), en la que participó Kolchak como tercer oficial. Cuatro de los miembros de la expedición, incluyendo a Toll, se perdieron y Kolchak intentó encontrarlos sin éxito en 1903 en isla Bennet a bordo de un ballenero.

Nació en la fábrica de armamento de Obújov, a las afueras de San Petersburgo, el 5 de noviembrejul./ 17 de noviembre de 1874greg., en una familia de clase media con tradición en la armada, de ideas conservadoras y patrióticas. Hijo de un oficial naval procedente de la pequeña nobleza ucraniana, Vasili Ivánovich Kolchak, general de división de la artillería de marina retirado, el joven Aleksandr fue educado para seguir los pasos de su padre. Su madre, Olga Ilínichna Pósojova, provenía de Odesa y descendía de la nobleza de Jersón. Asistió a la escuela secundaria de la capital rusa (entonces San Petersburgo), se graduó segundo de su promoción en la Academia Naval de San Petersburgo en 1894 —tras seis años de estudios— y se unió al 7.º Batallón Naval de la ciudad. A los pocos meses fue transferido al Extremo Oriente a bordo del crucero acorazado Riúrik. A finales de 1896, en Vladivostok, se le destinó al crucero Kréiser, en el que realizó diversos viajes por el Pacífico. Sirvió en esta ciudad de 1895 a 1899. El tiempo libre que le dejaban sus tareas en la armada lo dedicaba a los estudios oceanográficos y llamó la atención del explorador y almirante Makárov.
De vuelta al oeste, fue destinado a la base naval de Kronstadt. Kolchak siempre había tenido interés por las exploraciones del Ártico, y solicitó unirse a la expedición polar del almirante Makárov. Sin embargo, fue destinado al nuevo acorazado Petropávlovsk y más tarde al Kniaz Pozharsky durante el verano de 1900, para volver de nuevo al Petropávlovsk, asignado a la Flota del Pacífico. Al hacer escala en El Pireo, Kolchak recibió la noticia de que había sido admitido en la expedición polar del barón Toll de 1900, y retornó inmediatamente a San Petersburgo. Allí se entregó por completo a sus estudios en el Observatorio Físico General y el Observatorio Magnético de Pávlovsk para prepararse para la expedición. A continuación, se trasladó a Oslo para aprender técnicas de exploración con  Fridtjof Nansen. La expedición partió hacia la península de Taimyr y las islas del Ártico en junio de 1900, con Kolchak como participante. Pasó los dos años siguientes en el Ártico. Ante la imposibilidad de continuar el avance en barco, Toll decidió seguir la expedición a pie con tres hombres mientras ordenaba el regreso del resto. Tras enfrentarse a considerables dificultades, Kolchak retornó en diciembre de 1902 a la capital; el otro grupo, Toll incluido, desapareció en los hielos. Kolchak dirigió voluntariamente una expedición de rescate que finalmente descubrió indicios de la muerte de todo el grupo en la primavera de 1903. Con característica lealtad y valentía, Kolchak pasó dieciocho meses en el Ártico tratando de encontrar a los miembros de la expedición y recorrió en bote más de cuatrocientos kilómetros.

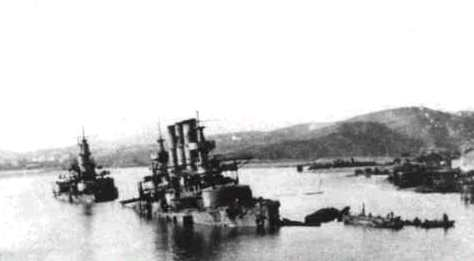
La flota rusa hundida en Port Arthur durante la guerra ruso-japonesa. Kolchak participó en las batallas en mar y en tierra.

Se encontraba en Yakutsk recuperándose de los rigores de la expedición, cuando en marzo de 1904 estalló la guerra ruso-japonesa. Solicitó y obtuvo el permiso de la Academia de Ciencias para reincorporarse a la Armada. Camino del Pacífico, se detuvo brevemente para casarse en Irkutsk con la que había sido su prometida durante los últimos cuatro años, Sofia Fedorovna Omirova. Kolchak se presentó voluntario a pesar de su mala salud, y fue enviado a Port Arthur, donde se le asignó al crucero Askold y posteriormente al destructor Amur. Finalmente fue trasladado al destructor Serdity, el primer buque a su mando; se distinguió en la defensa del acorazado Sevastópol y ganó la Espada de la Orden de San Jorge por desplegar el campo de minas que hundió al crucero japonés Takasago. Cuando se intensificó el asedio de la base rusa, se le asignó el mando de una batería de 75 mm en tierra. Posteriormente herido, fue hecho prisionero cuando la ciudad se rindió en diciembre de 1904. Permaneció ingresado en Port Arthur hasta su traslado a un hospital en Nagasaki, en abril de 1905. Su mala salud, con brotes de neumonía y reumatismo, condujo a su repatriación por Canadá en la primavera de 1905.
Tras la guerra y un permiso de cuatro meses, a comienzos de 1906, se dedicó al estudio del material recogido durante sus dos expediciones al Ártico en la Academia de Ciencias. En reconocimiento a sus esfuerzos y exploraciones, la Sociedad Geográfica Imperial le otorgó la Medalla Constantino, le admitió como miembro de pleno derecho y dio su nombre a una isla del mar de Kara. Por un tiempo fue apodado Kolchak-Poliarny («Kolchak el Polar»).
Miembro del nuevo Estado Mayor de la Armada desde abril de 1906 hasta 1909, Kolchak se convirtió en uno de los modernizadores de la marina de guerra rusa, afiliado al grupo de jóvenes oficiales reformistas conocido como «Círculo Naval Petersburgués». Defendió en vano un ambicioso proyecto de construcción naval para lo que consideraba una segura guerra con Alemania en el futuro próximo. Esto lo llevó a dimitir de su trabajo en la Escuela naval y en el Estado Mayor y volver a la exploración.
Entre 1908 y 1910, estuvo al mando del rompehielos Vaigach, uno de los dos buques de casco metálico construidos para una nueva expedición ártica que debía probar la posibilidad de recorrer el Ártico durante el verano. Se había encargado la preparación de la expedición a Kolchak por su anterior experiencia en la región. Llamado de vuelta a la capital imperial en noviembre de 1910 antes de poder continuar la expedición para seguir con su trabajo en la Armada ante la posibilidad de una guerra con Alemania, formó parte nuevamente del Estado Mayor de la Armada desde 1910 hasta 1912. Kolchak convenció a la Duma para que incrementara los presupuestos navales, y tuvo buenas relaciones con la cámara legislativa. El principal cometido de Kolchak en el Estado Mayor era la modernización de la flota y su preparación para la guerra con Alemania.
Agotado por su trabajo en el Estado Mayor, cesó en este para unirse a la flota del Báltico tras recibir el ofrecimiento de su comandante en 1912. Se hizo cargo del destructor Ussuríets, principal buque de la sección de minado de la flota. Tras una estancia en Libau, principal base de la sección de minado, se lo nombró jefe de operaciones por su capacidad y en 1913 comandante del destructor Pograníchnik y capitán del crucero Rúrik. En 1914 dejó el Pograníchnik y mantuvo el mando del buque insignia de la Flota del Báltico que mandaba el almirante Von Essen, el Rúrik.

## La Primera Guerra Mundial

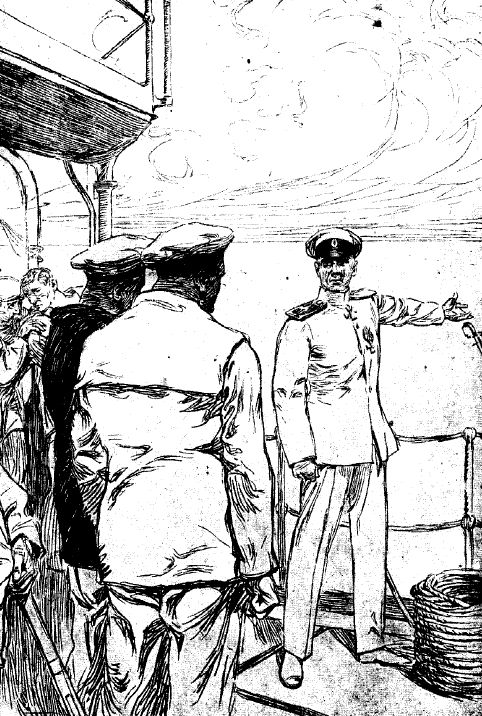
Kolchak lanzando su sable por la borda para que no caiga en manos de los bolcheviques. Su gesto fue muy apreciado por los círculos opuestos a la revolución, que le enviaron una réplica.

Durante la Guerra, Kolchak fue uno de los oficiales más activos de la Flota del Báltico. Kolchak supervisó los vastos campos de minas de la costa, tendidos para proteger a la inferior flota rusa de los ataques de la alemana, participó en las operaciones de minado de las bases navales alemanas de Kiel y Danzig y comandó las fuerzas navales en el golfo de Riga. En abril de 1915 fue ascendido a capitán. Por su participación en la exitosa defensa de Riga, recibió la más alta condecoración militar rusa, la Orden de San Jorge y fue ascendido más tarde a vicealmirante en junio de 1916, siendo el hombre más joven en obtener tal rango, y se le dio el mando de la Flota del Mar Negro (16 de juliojul./ 29 de julio de 1916greg.), en sustitución del almirante Andréi Eberhart.
El objetivo prioritario de Kolchak era garantizar el abastecimiento de los ejércitos del general Yudénich que se hallaban en el Cáucaso luchando contra los otomanos (pocos meses antes de su llegada al mar Negro, el asalto combinado de las fuerzas de Yudénich y la Flota del Mar Negro permitió la captura de la importante ciudad de Trebisonda), y que los navíos otomanos ponían en peligro. Logró que el Yavuz Sultan Selim (el Göben que, con tripulación y mandos alemanes, se había unido a la flota otomana) y el Midilli (Breslau) tuviesen que abandonar su ataque en el mar Negro y minó la entrada al Bósforo. También combatió eficazmente la amenaza de los U-boot alemanes, que tuvieron que limitar severamente sus actividades desde su base en la ciudad búlgara de Varna, y así mejoró notablemente la seguridad de los mercantes rusos que abastecían a los frentes caucásico y suroccidental; se le encargó asimismo planear la invasión del estrecho del Bósforo, que jamás se realizó. La flota de Kolchak tuvo gran éxito hundiendo barcos carboneros turcos y, puesto que no había líneas férreas que unieran las minas de carbón del este de Turquía con Constantinopla, causó un gran daño al esfuerzo bélico turco. Durante el periodo de mando de Kolchak, su flota logró una superioridad total frente a la del enemigo.
El mayor desastre que tuvo lugar bajo su mando fue la explosión del acorazado tipo dreadnought Emperatriz María en el puerto de Sebastopol el 7 de noviembre de 1916. Se llevó a cabo una cuidadosa investigación que indicó que la explosión fue probablemente accidental.

## El periodo revolucionario
A comienzos de 1917, la situación política del Imperio ruso se deterioraba por momentos, y Kolchak viajó a Batum para entrevistarse con el comandante supremo del Cáucaso, el gran duque Nicolás, sobre el acondicionamiento de los puertos del Cáucaso y de Trebisonda para abastecer a las fuerzas rusas en la zona. Al recibir un telegrama con las primeras noticias de la revolución en Petrogrado se apresuró a volver a Sebastopol. A su llegada ya se había producido la abdicación del zar Nicolás como consecuencia de la Revolución de febrero de 1917. A diferencia de las revueltas en la Flota del Báltico en la que su comandante fue asesinado, la reputación de Kolchak y el respeto que inspiraba evitó la repetición de estos hechos en la del Mar Negro.
Al comienzo, convencido de la incapacidad del último Gobierno zarista, vio con buenos ojos la revolución, creyendo que daría paso a un gabinete liberal capaz de llevar al país a la victoria militar. Kolchak defendía la guerra como catarsis purificadora así como el nacionalismo y el militarismo, a los que consideraba principales virtudes humanas, a la vez que se oponía al pacifismo, el socialismo y el internacionalismo, que asociaba a la democracia occidental, en cuya conveniencia para ser implantada en Rusia no creía. Su ideología política era más cercana a una monarquía constitucional de tipo británico. Las primeras semanas, antes de la radicalización de la situación, Kolchak pudo trabajar conjuntamente con los nuevos sóviets de soldados hasta que la agitación hizo que se convenciese de que la propaganda entre las tropas minaba el esfuerzo de guerra. Tras la Revolución de Febrero, Kolchak recibió diversas invitaciones de grupos políticos liberales y conservadores para entrar en política gracias a su fama de patriotismo y liderazgo durante la guerra.
En abril, la Flota del Mar Negro se sumió en el caos, con la radicalización de los sóviets de marineros. En mayo Kolchak viajó brevemente a la capital donde se le ofreció el mando de la Flota del Báltico, para tratar de contener la delicada situación revolucionaria en esta, pero finalmente no fue transferido. Durante su estancia en San Petersburgo, se mostró de acuerdo con el uso de las tropas que había sido ordenado por el gobernador militar de la ciudad, el general Lavr Kornílov, durante la crisis de abril. De vuelta al mar Negro, el 9 de juniojul./ 22 de junio de 1917greg., rehusó entregar su espada como exigieron los sóviets a los oficiales de la flota, que habían demandado el desarme de los mismos creyendo que había una conspiración contrarrevolucionaria entre los oficiales, lanzándola al mar y partiendo poco después a la capital para tratar de convencer al Gobierno de la necesidad de restaurar la disciplina en el ejército.
Habiendo descubierto el ministro de Defensa, Kerenski, una conspiración para convertir a Kolchak en dictador, y existiendo una solicitud estadounidense para que este les asesorase sobre una posible operación contra Constantinopla, Kérenski le ordenó salir del país para que ejerciese como asesor militar del Reino Unido y los EE. UU. Partió hacia los Estados Unidos en agosto, a través de Bergen, Londres y Canadá, invitado no por el Gobierno estadounidense, sino por la delegación naval americana que se hallaba de visita en Rusia. El 28 de agostojul./ 10 de septiembre de 1917greg., alcanzó la capital estadounidense. El Gobierno de Washington, que no había solicitado el viaje de Kolchak, no llegó a entender el propósito de su misión, que resultó un fracaso. Kolchak había supuesto por sus conversaciones con la delegación naval estadounidense en Rusia que Washington planeaba emprender una misión anfibia contra los estrechos otomanos y deseaba su consejo en esta operación pero, una vez en los Estados Unidos, quedó claro que no era así. Por consiguiente, tras varias semanas de visitas a diversos centros de la Armada y de asesoramiento naval general, se preparó para regresar a Rusia. Con el Báltico bloqueado por el enemigo, decidió regresar a Rusia por Asia a finales del mes siguiente. El 26 de octubre la delegación rusa llegó a San Francisco y el 9 de noviembre zarpó camino de Vladivostok en un buque japonés.

## La guerra civil rusa

### Primeras actividades contrarrevolucionarias

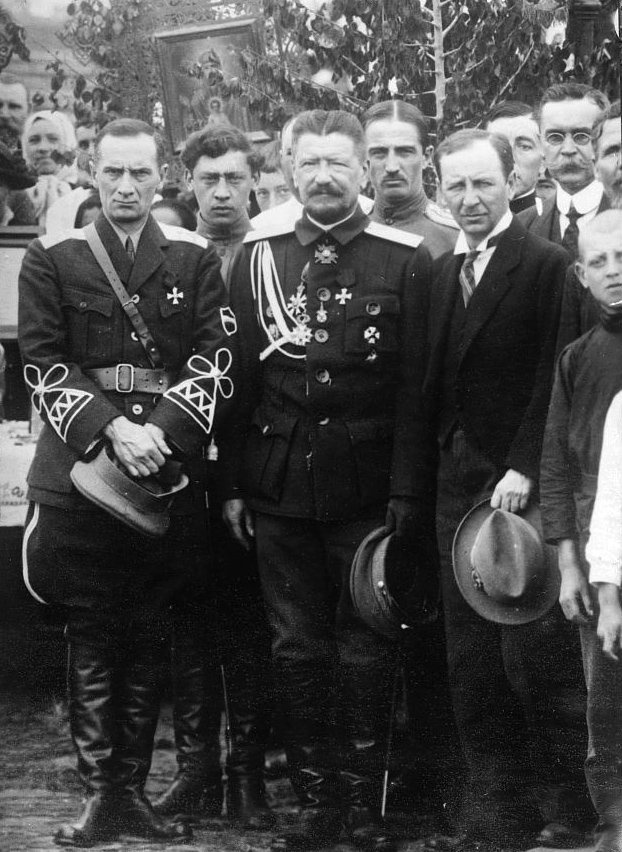
Kolchak, junto al general Horvath, comandante de las tropas rusas del transmanchuriano, y del cónsul ruso en Harbin, Popov. Sus intentos de reunir una fuerza antibolchevique en la región resultaron infructuosos por las rencillas de los distintos grupos y la oposición de Japón.

Kolchak se encontraba en los Estados Unidos, a punto de embarcar en San Francisco para regresar a Rusia a través de Japón, cuando tuvo lugar la Revolución de Octubre, en noviembre de 1917. Completamente entregado a la lucha contra los Imperios Centrales, se ofreció a la Royal Navy para continuar la lucha. A pesar de su convencimiento de la necesidad de implantar una dictadura en Rusia, Kolchak, reacio a encabezar aún un movimiento favorable a esta, prefirió alistarse con los británicos para continuar la guerra, que aceptaron su oferta en diciembre de 1917. Se opuso firmemente al Tratado de Brest-Litovsk y estaba decidido a continuar combatiendo a Alemania hasta la victoria militar.
Inicialmente, los británicos pensaron en enviarlo a Mesopotamia, pero al final el Gobierno británico decidió que sería más útil para los Aliados que ayudara a acabar con los bolcheviques y volviera a introducir a Rusia en la guerra. Camino de Rusia, en Pekín había recibido el encargo británico, que no pudo llevar a cabo por la oposición japonesa, de reunir las unidades rusas en Manchuria para apoyar la contrarrevolución. Desde finales de abril de 1918 y durante cerca de dos meses trató infructuosamente de reunir las fuerzas rusas, chinas y mongolas que se encontraban en la concesión rusa a lo largo del ferrocarril transmanchuriano. Durante este periodo Kolchak hubo de enfrentarse con algunos de los líderes contrarrevolucionarios de la región, los atamanes cosacos, Grigori Semiónov e Iván Kalmykov, con los que más adelante mantendría tensas relaciones.
El 15 de mayo de 1919, como encargado militar del pseudogobierno formado por el general Horvat en Harbin con apoyo japonés, trató en vano de someter a Semiónov, que tras su entrevista con Kolchak se proclamó independiente de Horvat y rompió con este y Kolchak, quien había tratado de que abandonase su colaboración con Japón. Tras la disputa con Semiónov, Kolchak rompió su anterior inclinación temporal hacia Japón. Ante su incapacidad de entenderse con los japoneses Horvat lo relevó de su puesto a finales de mayo, otorgándole el mando de una unidad militar menor. Kolchak trató de utilizarla para marchar sobre Vladivostok pero Kalmykov le bloqueó el paso.

### Derrocamiento del Directorio de Omsk y ascenso a Gobernante Supremo
El 30 de junio, decidió abandonar la empresa ante la oposición general. Nuevamente enfermo, partió a descansar a Japón, donde renovó sus contactos con los británicos. En Japón forjó amistad con el general Alfred Knox, antiguo agregado militar británico en Rusia y jefe de la misión militar británica, que se encontraba en el país camino de Siberia y que, además de ser considerado el más agudo observador de la situación del país, era un hombre de tendencia autoritaria y hostil a los movimientos socialistas. Acompañado de Knox, Kolchak regresó a Rusia y desembarcó en Vladivostok, el 18 de septiembre de 1918.

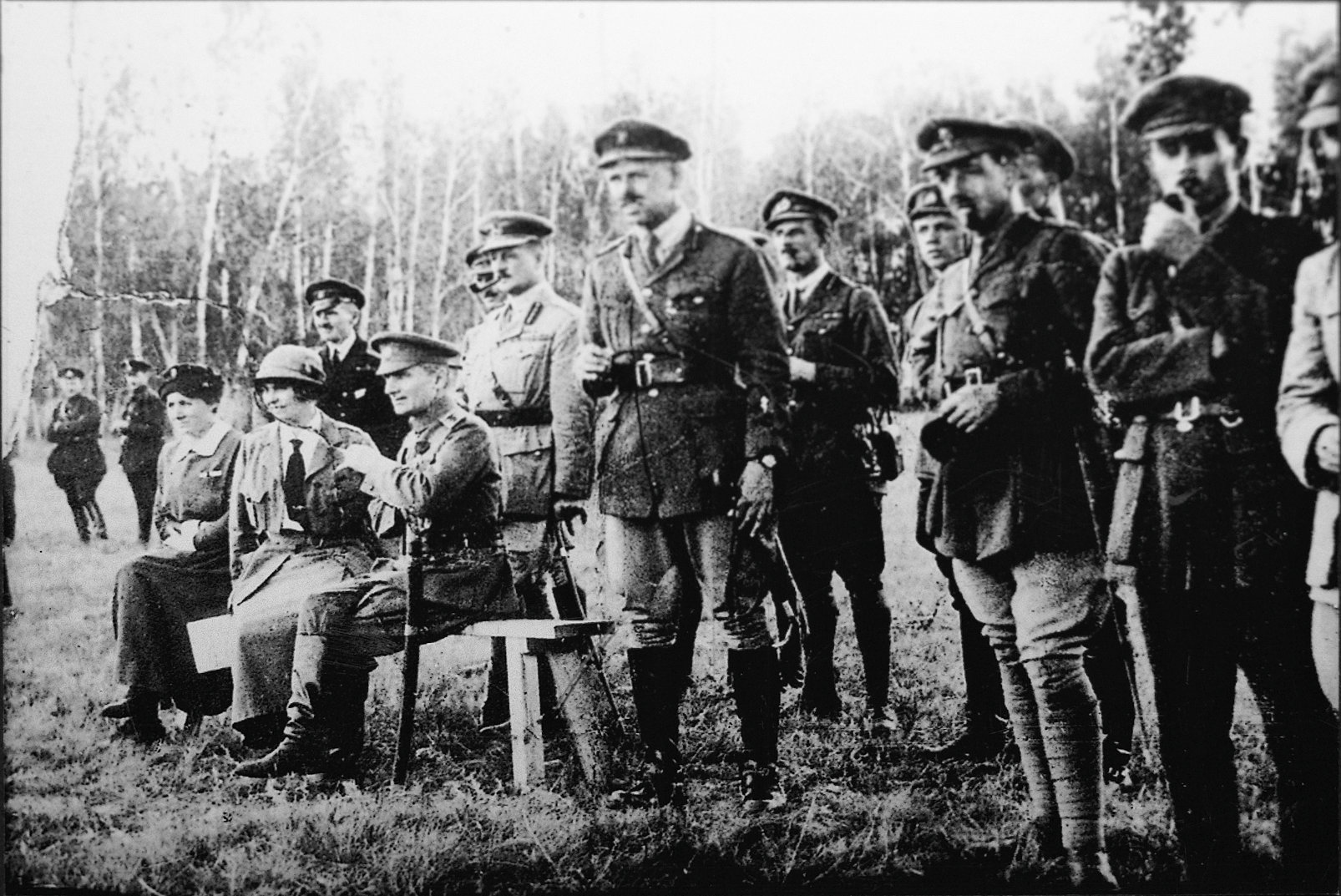
Kolchak, sentado, acompañado por el general británico Alfred Knox, jefe de la misión militar británica, y otros oficiales de la misma nacionalidad, de visita en el frente.

De allí se trasladó a Omsk (13 de octubre de 1918), camino de Crimea donde residía su familia y pensaba unirse a la lucha contra el Gobierno soviético. En esta ciudad recibió el ofrecimiento del nuevo Directorio de convertirse en su ministro de Defensa, que aceptó el 4 de noviembre de 1918, con la aprobación de Knox. El Directorio se había formado por acuerdo del Gobierno Provisional Siberiano y del Komuch, conformándose una inestable alianza de grupos de tendencias liberales, conservadoras y socialdemócratas (socialrevolucionarios y mencheviques), unida por su antibolchevismo. Kolchak era la figura más prestigiosa de este gabinete de catorce hombres; el Directorio esperaba jugar la baza del respeto que le tenían los Aliados, en especial el jefe de la misión militar británica, el general Alfred Knox. Su aspecto marcial, su patriotismo, su anticuado código de valores que le daban un aura de integridad en una ciudad corrupta, su fama como explorador y como uno de los mejores oficiales de la marina, le favorecieron.
A pesar de haber formado finalmente un Gobierno los últimos días de octubre, el fin del Directorio era inminente; importantes fuerzas conspiraban ya entonces para su derrocamiento y la proclamación de una dictadura, con la simpatía de Knox, que, según el diario del comandante de las fuerzas del Directorio, el general Bóldyrev, ya había puesto sus ojos en Kolchak como candidato al cargo de dictador. Knox, ya antes de partir de Vladivostok hacia Omsk, había comunicado al director del espionaje británico que Kolchak era «el mejor ruso para nuestro propósito en el Lejano Oriente».
Pocos días después, el 18 de noviembre, un oficial cosaco, el yesaúl Iván Krasílnikov arrestó a Nikolái Avkséntiev, Vladímir Zenzínov y a otros dirigentes socialrevolucionarios. El golpe contó con la connivencia de Knox y la misión militar británica, aunque su participación directa es controvertida. Los británicos, que habían asignado un batallón de sus tropas como escolta de Kolchak (único ministro que recibió semejante trato), protegieron además los edificios oficiales y patrullaron las calles de la ciudad tras el golpe para evitar posibles acciones armadas en defensa del Directorio por parte de la Legión Checoslovaca. En general, los representantes aliados en la zona favorecían la implantación de una dictadura militar.
Los restantes miembros del gabinete nombraron a Kolchak —recién llegado de una inspección del frente— Gobernante Supremo (Verjovny Pravítel) con poderes dictatoriales y «comandante en jefe de las fuerzas de mar y tierra» tras sopesar y descartar al general Vasili Bóldyrev, comandante de las fuerzas del Directorio. Kolchak, que favorecía la implantación de una dictadura militar, no había tomado parte en el golpe de Estado, y se hallaba a propósito ausente de Omsk. Al mismo tiempo, el Consejo de Ministros lo ascendió a almirante. Poco después los dirigentes socialrevolucionarios detenidos durante el golpe fueron deportados, con la condición de que abandonasen la actividad política, mientras que los principales militares que habían participado en el mismo eran ascendidos.
Las reacciones al pronunciamiento fueron variadas, desde la hostilidad de socialrevolucionarios y mencheviques o de los legionarios checoslovacos, del primer ministro británico o del presidente estadounidense, pasando por el escepticismo de los partidarios de la autonomía de Siberia dentro del Imperio ruso, de Semiónov o de los japoneses, o la indiferencia de la mayoría del campesinado, hasta el apoyo entusiasta de los kadetes y los partidos de derecha, los oficiales, los círculos empresariales o diversos representantes aliados en la región.

### La dictadura: Kolchak y su régimen

#### Primeras medidas

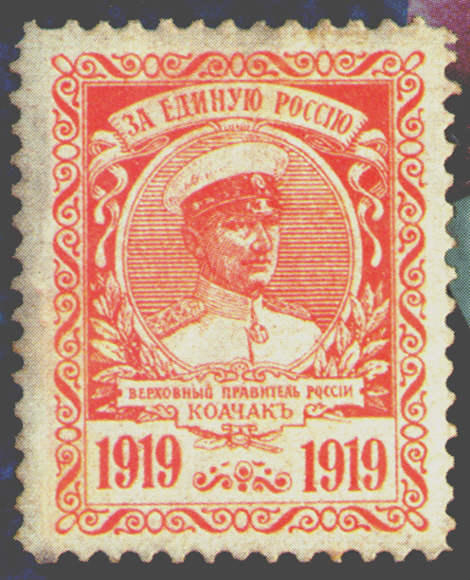
Sello postal emitido en 1919 con la leyenda: «Por la Rusia unida − Kolchak, Gobernante Supremo de Rusia».

Los socialrevolucionarios arrestados durante el golpe fueron expulsados de Siberia, y Kolchak hizo público el siguiente manifiesto:

El Gobierno Provisional ruso ha llegado a su fin. El Consejo de Ministros, teniendo todo el poder en sus manos, me ha investido a mí, el almirante Aleksandr Kolchak, con este poder. He aceptado esta responsabilidad en las circunstancias excepcionalmente difíciles de la guerra civil y la completa desorganización del país, y ahora hago saber que no voy a seguir ni el camino reaccionario ni el camino mortal de la lucha partidista. Mis principales objetivos son la organización de una fuerza de combate, el derrocamiento del bolchevismo, y el establecimiento de la ley y el orden, de manera que el pueblo ruso pueda ser capaz de elegir una forma de gobierno de conformidad con sus deseos y alcance los altos ideales de libertad e independencia. Hago un llamamiento a ustedes, los ciudadanos, para unirse y sacrificarlo todo, si es necesario, en la lucha contra el bolchevismo.

Otra medida aprobada pronto por el nuevo Gobierno fue la privatización de parte del comercio, nacionalizado antes por los bolcheviques, para satisfacción de los Congresos Siberianos de Comercio e Industria, que desencadenó una ola de especulación y de escasez de productos. Los empresarios, que habían apoyado el golpe de Estado, mantuvieron gran influencia en cuestiones económicas en la dictadura, tanto desde dentro como desde fuera del Gobierno.

#### Kolchak y los Aliados
Para ganarse el favor de los aliados y de la opinión pública extranjera la dictadura mantuvo una continua propaganda a favor de la democracia, de escasa credibilidad en la zona. También como gesto a los aliados, el nuevo régimen se comprometió al pago de la enorme deuda exterior rusa, que había sido rechazada por el Gobierno bolchevique. La misión militar británica se convirtió en uno de los pilares fundamentales del nuevo régimen siberiano de Kolchak. El general Knox quedó como responsable de las unidades de la retaguardia mientras que el general francés Maurice Janin mandaba las tropas extranjeras del frente (21 de enero de 1919). Los británicos se convirtieron en el primer suministrador de armas y dinero para el régimen de Kolchak. Dada la pronta retirada de los checoslovacos del frente para pasar a vigilar el Transiberiano a comienzos de 1919, el mando y la influencia de Janin quedaron en puramente nominales frente a los de Knox.
Los ocho mil soldados estadounidenses en Siberia tenían orden de ser estrictamente neutrales con respecto a los «asuntos internos de Rusia», limitándose a mantener el funcionamiento del ferrocarril Transiberiano en el Lejano Oriente. El comandante estadounidense, William S. Graves, sentía desagrado por el gobierno de Kolchak, al que consideraba reaccionario y autocrático, una opinión compartida por el entonces presidente de los Estados Unidos, Woodrow Wilson. A pesar de los recelos hacia la dictadura de Kolchak, los estadounidenses le enviaron armamento y le concedieron créditos, pero no reconocieron oficialmente su Gobierno.
Los checoslovacos se mostraron hostiles a Kolchak desde el comienzo. El Consejo Nacional Checo aprobó una moción el 21 de noviembre de 1918 que condenaba su golpe de Estado y negándose en principio a colaborar con su régimen. Pronto hubo motines entre las tropas y Radola Gajda, al que el Consejo le había prohibido castigar a los agitadores, abandonó la Legión y se pasó al servicio de Kolchak. En enero de 1919, unidades enteras se negaron a regresar al frente y la Legión hubo de pasar a la retaguardia, encargándose de patrullar el Transiberiano entre Ekaterimburgo y Cheliábinsk e Irkutsk.
En aquel momento, cerca de cien mil tropas aliadas se encontraban en Siberia, oficialmente enviadas para ayudar a la Legión Checoslovaca a restablecer el frente oriental contra los Imperios Centrales, pero en la práctica para luchar contra el Gobierno soviético. La Legión Checa y las misiones militares británica, estadounidense, italiana y francesa defendían la retaguardia de Kolchak y mantenían abierta una ruta de suministro de seis mil cuatrocientos kilómetros, desde Vladivostok a Omsk, a lo largo del Transiberiano. Kolchak nunca aprobó el reparto de las zonas de vigilancia por los Aliados, pero no se opuso con firmeza a ella porque era una vía de abastecimiento esencial para su gobierno y los Aliados garantizaban su funcionamiento.
A finales de 1918, Kolchak envió al antiguo primer ministro liberal del Gobierno provisional ruso, el príncipe Georgi Lvov, como representante de su Gobierno, para tratar de obtener el reconocimiento internacional de este por parte de los aliados, sin éxito. Los aliados, sin embargo, sí sostuvieron a Kolchak militarmente con amplios suministros: en los seis primeros meses de 1919, el ejército blanco del almirante obtuvo de los Aliados un millón de fusiles, quince mil ametralladoras, setecientos cañones, ochocientos millones de cartuchos y ropa y equipo militar para medio millón de hombres, aunque es difícil saber qué proporción de ese material acabó llegando al frente. La munición entregada a Kolchak en este periodo equivalía a la producción soviética para todo el año.

#### Dictadura y democracia
Más allá de su fachada constitucional, la dictadura de Kolchak abandonó cualquier intento de democracia o libertades, impidió que el Consejo de Ministros heredado del Directorio ejerciese control alguno sobre las tareas de gobierno y entregó el poder al ejército, que se mostró, al contrario de lo esperado por sus defensores, como deshonesto e incapaz, utilizando este poder para crear feudos y llevar a cabo una especie de venganza personal sobre los que consideraba culpables de la pérdida de sus antiguos privilegios. El nuevo jefe del Estado Mayor, el joven coronel Dmitri Lébedev, extendió poco a poco el control de los militares por los territorios controlados por Kolchak y se infiltró en la administración. El Estado Mayor, con un personal cada vez más numeroso, empleaba a miles de oficiales que rehuían el frente y se entregaban a inútiles trabajos en comités diversos de nulo resultado. La camarilla de Kolchak, reunida informalmente en el Consejo del Gobernante Supremo, cobró una importancia política creciente y arrinconó al Consejo de Ministros, que fue perdiendo progresivamente influencia durante la primera mitad de 1919.
La apariencia democrática era necesaria para lograr el apoyo de los Aliados, fundamental para lograr el reconocimiento oficial como Gobierno de Rusia (que finalmente no obtuvo), conseguir participar en la Conferencia de Paz de París, seguir obteniendo armamento y abastos para su lucha contra el Gobierno soviético, controlar las actividades desestabilizadoras de Japón en el Extremo Oriente ruso o mitigar la hostilidad de la Legión Checoslovaca. Kolchak, sin embargo, albergaba escasas simpatías por la democracia, y se negó a contemplar la convocatoria de elecciones para la futura asamblea constituyente hasta después de la guerra, o a aceptar que participasen en ella formaciones socialistas.
La mayoría del gabinete era kadete, bien oficial u oficiosamente, como lo era el programa de gobierno y la ideología del régimen. La cercanía del almirante con los kadetes se debía en parte a su experiencia política, de la que él carecía, y a compartir el ideal de una gran Rusia. Con los reveses militares en el verano de 1919 se acentuaron además tres características en su gobierno, habituales en el pasado: el chovinismo, la xenofobia y el antisemitismo, utilizado como justificación de sus errores.

#### El dictador y su entorno
Kolchak, en vez de ejercer el Gobierno a través del gabinete, prefería hacerlo de manera informal, rodeado de favoritos y consejeros oficiosos. Teóricamente subordinado al control del gabinete, podía aprobar «medidas extraordinarias» que le permitían zafarse de tal control. Las fuerzas más reaccionarias, además, se reunieron en torno a Kolchak, aislándole cada vez más de sus ministros. Pronto una camarilla de aduladores y aprovechados utilizó el poder arbitrario de Kolchak para fundar una especie de corte a su alrededor. Desde el 3 de diciembre de 1918, cualquier ataque contra el dictador quedó penado con la muerte, mientras que la «calumnia» quedaba castigada con prisión perpetua. A pesar de la propaganda, Kolchak, patriota fervoroso, bizarro, y con cierta capacidad de atracción de las delegaciones aliadas, no se mostró a la altura como político, economista o militar. Privado de astucia política y del necesario carisma para lograr el respaldo popular para su causa, su pasado de militar y estudioso no le había preparado para la complicadísima tarea de derrotar al Gobierno soviético desde la subdesarrollada Siberia. Su programa político reflejaba más su fe personal que el deseo de lograr respaldo entre la población. Su habilidad para tratar con sus subordinados políticos era nula, acostumbrado a mandar y no a negociar. Entregado y trabajador, desconocía completamente, sin embargo, la complejidad de una administración pública y daba la impresión a los que le conocieron durante la época de dictador de encontrarse fuera de su elemento natural, las fuerzas armadas.
Más cómodo en asuntos militares que en los políticos, Kolchak se concentró intensamente en aquellos, descuidando estos y reuniéndose solamente de tarde en tarde con el gabinete o el primer ministro. A pesar de su desconocimiento total de la guerra en tierra, Kolchak trató de dirigir las operaciones militares, para disgusto de sus subordinados. Alrededor de un tercio de su periodo de gobierno Kolchak se halló ausente de la capital, de viaje por el frente. Esto no aseguró, sin embargo, su control sobre las fuerzas armadas, no ya la de los atamanes cosacos que se conducían como reyezuelos, sino los ejércitos del frente, mandados por oficiales rivales y en ocasiones insubordinados.
A pesar de su título de dictador, el carácter de Kolchak tampoco era habitual en tal puesto. Con escaso criterio político y militar, era fácilmente influenciable y tenía escasa voluntad propia. Era muy susceptible a las críticas, a menudo mal informado y propenso a delegar las decisiones, incluso las más importantes. Su ministro de Defensa durante el verano de 1919 lo describió así:

Carece de planes, sistema o voluntad propios. Y de este modo era como cera blanda que sus consejeros y su cortejo moldeaban a voluntad. Era como un juguete desvalido en manos de aquel que lograse su confianza y hacerse con su voluntad.

Privado de la capacidad necesaria, tampoco contó en general con consejeros y colaboradores que la supliesen, rodeado fundamentalmente por aventureros y aprovechados que conocían la debilidad del almirante por cualquier plan presentado como necesario para la patria o del movimiento. En parte la mediocridad de la administración de Kolchak se debía a la elección de personal del propio almirante, pero también provenía de la escasez de políticos y administradores de talento en la región.
La salud de Kolchak tampoco correspondía a las necesidades de la dictadura: sus viajes por el Ártico, su continuo trabajo durante años en el Almirantazgo y el frente y la dura impresión de las revoluciones le afectaron física y mentalmente. Enfermo con un brote de gripe y neumonía en diciembre de 1918 que casi le cuesta la vida, solamente reapareció en público en febrero y daba la impresión de hallarse agotado y enfermo.

#### La dictadura y las fuerzas sociales

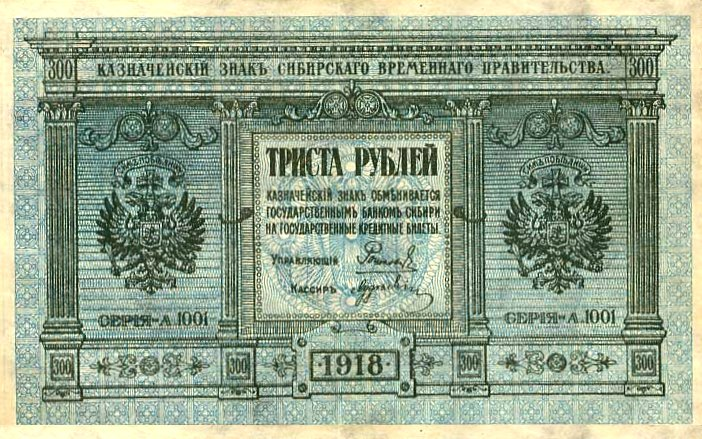
Billete de 300 rublos del Gobierno de Kolchak. La dictadura sufrió graves problemas monetarios y una gran inflación, que avivó el descontento social.

Las victorias militares del invierno de 1919 retrasaron la promulgación de legislación, especialmente la social, hasta la primavera, dada la concentración del Gobierno en los asuntos militares y su renuencia a tratar temas controvertidos en el Movimiento Blanco. Las leyes aprobadas finalmente en este ámbito en la primavera fueron incompletas, contradictorias y provisionales.
Ya a finales de 1919, el representante británico en Siberia, sir Charles Eliot, describía a su Gobierno el régimen de Kolchak como impopular, sostenido únicamente por las clases acomodadas, el ejército y los funcionarios, con un ejército plagado de oficiales reaccionarios, a menudo monárquicos, y una imagen mucho menos liberal que la de su propaganda entre la población. La propaganda de los soviéticos terminó siendo más efectiva que la del régimen de Kolchak, que daba una impresión reaccionaria y favorable a la restauración del antiguo régimen zarista.
Incapaz de imponer el control del Gobierno central en el campo, aquel decidió no celebrar las elecciones a los zemstvos rurales y prorrogar su composición de 1917 tras haber sido purgados por el ejército de sus miembros más hostiles al nuevo Gobierno. Privados de autoridad real, estos órganos de gobierno local quedaron paralizados. El escaso control administrativo del campo quedó en manos del Ministerio del Interior.
Los gobiernos municipales de las ciudades, las dumas municipales, sí que celebraron elecciones pero, dada la represión del régimen contra toda oposición y el riesgo para cualquier opositor, registraron un nivel altísimo de abstención.
La relación con el campesinado fue mala por la incapacidad de la administración de exponer de forma clara su postura sobre la propiedad de la tierra. Los tecnicismos legales que indicaban que la cuestión quedaba pospuesta a la decisión de la futura asamblea constituyente, la devolución de parte de las tierras a los terratenientes y la expropiación por el Estado de las tierras ocupadas por los campesinos hasta la decisión de la asamblea produjeron la agudización de la desconfianza de los campesinos, que veían estas acciones como meras maniobras que ocultaban la vuelta a la situación anterior a las revoluciones. Los abusos de los atamanes cosacos, teóricamente subordinados a Kolchak pero en la práctica a menudo fuera de su control, influyeron también enormemente en la hostilidad de muchos campesinos hacia el régimen de Kolchak que, con sus salvajes acciones punitivas contra los pueblos que se resistían a las levas o al pago de impuestos, empeoró la situación.

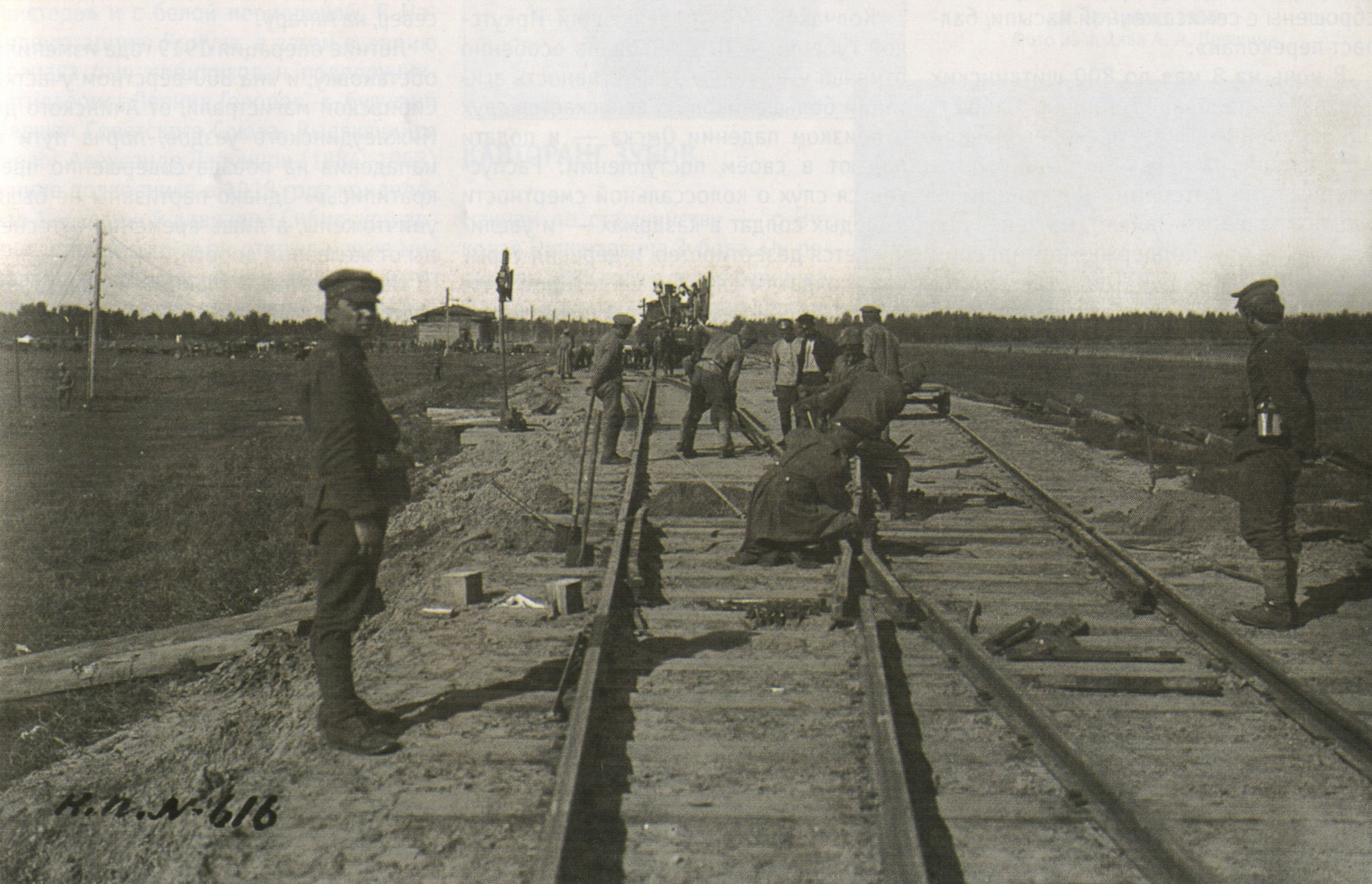
Reparación de vías férreas en Siberia en 1919. La principal vía de abastecimiento de Kolchak fue el Transiberiano a pesar de su progresivo deterioro y su incapacidad para cubrir simultáneamente las necesidades del ejército y de la población civil.

Tampoco fue buena la relación entre el régimen y las minorías de la región por el chovinismo ruso de Kolchak, sus oficiales, y los políticos kadetes, opuestos a las ambiciones nacionalistas de las minorías, a las que opusieron en todo momento su ideal de una Rusia indivisible. Aunque de importancia secundaria en Siberia, la cuestión privó al Movimiento de importantes apoyos y frustró acuerdos con fuerzas nacionalistas como el Gobierno finlandés, dispuesto en el verano de 1919 a marchar sobre Petrogrado a cambio, entre otras condiciones, del reconocimiento oficial de su independencia, que Kolchak rehusó conceder.
La industria en la región era escasa, a comienzos de la Primera Guerra Mundial Siberia contaba únicamente con el 10,5 % de las fábricas del país, el 4,3 % de los obreros y el 2,2 % de la producción industrial. Las fábricas siberianas solían ser más pequeñas y antiguas que las de otras partes del país, tendían a centrarse en la explotación de las materias primas de la región y la producción de maquinaria, textiles, productos químicos o armamento era casi nula. El Transiberiano empleaba casi a un tercio de los obreros y su mantenimiento dependía casi por completo de fábricas en manos de los soviéticos.
La relación del régimen con los sindicatos fue mala, siendo estos reprimidos militarmente, a pesar de que sus protestas eran en general de carácter económico y no político. El derecho de huelga fue prohibido. Ya antes de la toma de poder por Kolchak los trabajadores siberianos, que habían aceptado las insurrecciones contra los soviéticos inicialmente, se habían desilusionado con los nuevos Gobiernos: el periodo de Kolchak acentuó el descontento y las protestas. El Ministerio de Trabajo, en manos de un antiguo menchevique, era impotente para aplicar medida alguna o para frenar los abusos de los militares. El ejército hubiese preferido la prohibición de los sindicatos, pero las relaciones con los Aliados impidieron que fuesen disueltos, a pesar de ser sometidos a dura represión.
En economía el Gobierno mostró una clara preferencia por la empresa privada frente a las fuertes cooperativas de la región, a pesar del apoyo de estas y de la incapacidad de aquellas para resolver los problemas de abastecimiento y de la producción bélica. Frente a los doscientos millones aportados al esfuerzo bélico de Kolchak por las cooperativas, las empresas privadas apenas alcanzaron los doce. En algunos círculos del Gobierno y, especialmente, del ejército, se asociaba a las cooperativas con el bolchevismo.
En parte el descontento de la población se debía a causas económicas: gran parte de los productos manufacturados se habían importado de otras regiones o del extranjero antes de la guerra civil e incluso los productos más esenciales habían aumentado extraordinariamente su precio ante la imposibilidad de importarlos usando el Transiberiano, que se reservaba casi de forma exclusiva para uso militar. El problema de la distribución también incluyó a los alimentos, cuya falta afectó a la población de las ciudades, lo que facilitó la extensión de epidemias de tifus, escarlatina o gripe, que crecieron a lo largo de 1919. Las medidas del Gobierno para mejorar la situación de los trabajadores fueron tardías e insuficientes.
Otro grave problema del Gobierno fue la cantidad de refugiados que se concentraron en las ciudades, mal preparadas para acogerlos: Omsk pasó de unos ciento treinta mil habitantes en 1917 a más de medio millón durante el gobierno de Kolchak. Aunque una minoría vivía en la opulencia, la mayoría se hacinaba en vagones de tren, hoteles repletos o chabolas en las afueras de la ciudad, en condiciones similares a los trabajadores. La población había crecido de unos quince millones en 1917 a veinte en 1919, aunque solo Siberia Occidental podía alimentar a sesenta millones según cálculos de las cooperativas.
El Gobierno, aun consciente del desafecto de los trabajadores debido a su incapacidad de suministrarles alimentos y combustible, fue incapaz de resolver la situación debido a diversos factores: la indiferencia del ejército a las necesidades de los civiles, la ineptitud de la administración, la preferencia por la empresa privada frente a las más eficientes cooperativas locales, el aumento de la población o los problemas de transporte.

#### Primeros combates: avances y retrocesos (noviembre de 1918-enero de 1919)

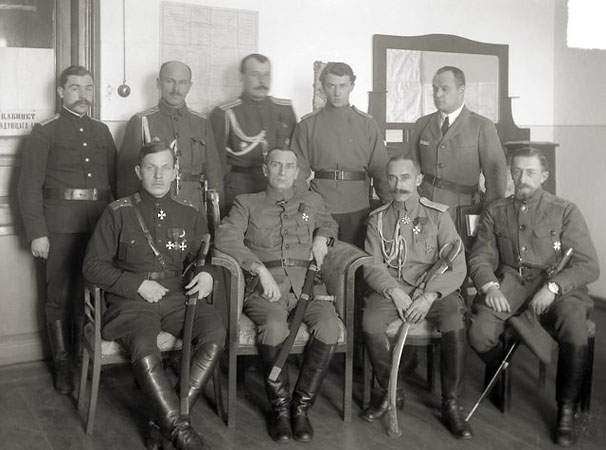
Kolchak, rodeado de oficiales de las fuerzas blancas. El primero por la izquierda, sentado junto a él, Radola Gajda, uno de sus más brillantes comandantes, al mando del Ejército Siberiano. Más tarde se alzó contra Kolchak, fracasó y fue deportado.

Inicialmente las fuerzas blancas de Kolchak obtuvieron notables éxitos, que ocultaron, no obstante, el desorden en el ejército y la corrupción en la capital. Dado que Kolchak no dominaba el combate terrestre, dejó la mayoría de la planificación estratégica en manos del coronel Dmitri Lébedev, sin experiencia alguna de mando, −promovido a general− y su Estado Mayor.
El ejército norte, al mando del checo Radola Gajda, que avanzaba desde Ekaterimburgo desde noviembre, tomó Perm el 24 de diciembre de 1918 y, tras una pausa para reorganizarse, se desplegó desde esta base estratégica. El 3.er Ejército Rojo cedió alrededor de 200 km en un mes de combates librados a cerca de 35 grados bajo cero. Las unidades de Kolchak obtuvieron un sustancioso botín en la ciudad, tanto en prisioneros como en armamento y transporte, y el control de una importante fábrica de armamento. La victoria militar sirvió además para desviar la atención de las matanzas producidas por el levantamiento de los días anteriores en Omsk.
El alborozo inicial, sin embargo, pronto dio paso a mayor sobriedad cuando los soviéticos lograron capturar Ufá el 31 de diciembre de 1919. Tras perder las ciudades industriales con fábricas de armamento de Izhevsk y Vótkinsk en noviembre, la toma de Ufá desbarató los intentos de impedir el acceso de los soviéticos a los Urales. A finales de enero estos tomaron Uralsk y la estratégica ciudad de Oremburgo, que cortaba la conexión ferroviaria entre Samara y Taskent, derrotando para ello a los cosacos locales.

#### La ofensiva de primavera
A los combates del invierno le sucedió la planificación de una nueva campaña que comenzó en marzo de 1919. El plan consistía en avanzar por tres frentes, establecidos a comienzos de enero:
- Gajda (al mando del Ejército Siberiano, con base en Perm)[165] debía avanzar hacia Viatka.[166] Era el mayor de los tres y contaba con unos sesenta mil hombres.[109]

- Janzhín (a la cabeza del Ejército Occidental)[165][109] capturar Ufá. Era la principal fuerza e incluía los restos del Ejército Popular del Komuch y diez mil trabajadores de las fábricas de munición de Izhevsk y Vótkinsk, que se habían rebelado contra los bolcheviques en 1918.[166] En total contaba con unos cuarenta mil soldados.[167]

- Los cosacos de Dútov[109] y los del Ural,[166] mandados por el teniente general y atamán Tolstov (Ejército Meridional),[165] debían liberar Oremburgo y establecer contacto con las unidades de Denikin y aislar a las unidades soviéticas en Turquestán.[166]

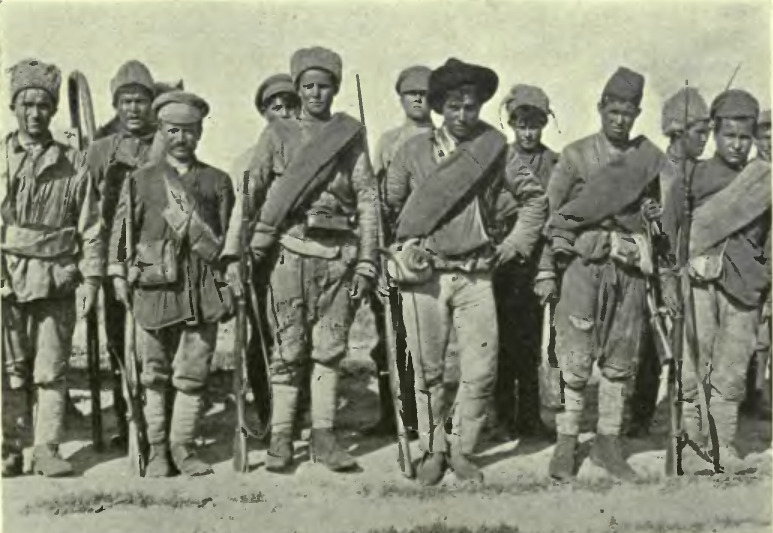
Soldados del ejército de Kolchak, de origen campesino y, en general, escasa instrucción militar.

Kolchak había logrado reunir ciento doce mil hombres en el campo de batalla contra una fuerza de aproximadamente cien mil soldados bolcheviques. La escasez de industrias en Siberia hizo que las unidades de Kolchak tuvieran que ser armadas, vestidas y abastecidas por los Aliados, principalmente por los británicos: desde el armisticio hasta agosto de 1919, el Gobierno del Reino Unido gastó oficialmente 69 285 000 libras en los «blancos» según un informe de su ministerio de Defensa. A pesar de su número, las tropas de Kolchak eran a menudos levas de campesinos sin instrucción militar, alistados en sus unidades por la fuerza y muy jóvenes, condición favorecida por los oficiales para evitar a los veteranos de la guerra mundial, considerados favorables a los bolcheviques.

Avances de los ejércitos de Kolchak en la ofensiva de primavera, entre marzo y principios de junio de 1919.

La ofensiva comenzó el 4 de marzo de 1919. Las unidades de Kolchak avanzaron unos 150 km a lo largo del ferrocarril Perm-Viatka. El 2.º Ejército Rojo fue rechazado hacia el norte y perdió Ojansk (7 de marzo), Osa (8 de marzo) y Sarápul el 10 de abril de 1919.
En el centro, el Ejército Occidental rechazó el lento avance del 5.º Ejército Rojo y tomó Birks (10 de marzo) y Ufa (14 de marzo) de 1919. A comienzos de abril, tomó Belebéi (7 de abril) y Bugulmá (10 de abril) y sobrepasó su objetivo de alcanzar el río Ik. Cambiando los planes ante la inesperada rapidez del avance, Kolchak ordenó continuar el mismo el 12 de abril de 1919. El Ejército Occidental continuó avanzando a lo largo de las líneas férreas Ufá-Samara y Ufá-Simbirsk, a la vez que tomaba Chístopol junto al río Kama a finales de mes, camino de Kazán.
En el Sur, la retirada del 5.º Ejército Rojo obligó a hacer lo mismo al 1.º para evitar ataques en su flanco izquierdo y evacuó Sterlitamak a comienzos de abril. Los cosacos de Oremburgo tomaron mientras Aktiúbinsk el 11 de abril, cortaron la línea férrea Oremburgo-Taskent y aislaron a las fuerzas soviéticas en Asia Central.
En menos de dos meses de ofensiva Kolchak había avanzado cerca de trescientos kilómetros, aumentado la población bajo su gobierno en más de cinco millones de personas, tomado miles de prisioneros del Ejército Rojo y situado a sus unidades a menos de cien kilómetros de Kazán, Samara o Simbirsk. Sus ejércitos habían logrado separar en dos al Grupo de Ejércitos Oriental soviético tras la toma de Chístopol, lo que dejó al 2.º y 3.er ejércitos (al norte) aislados del 1.º, 4.º y 5.º (al sur). Con la excepción de un saliente en el Sur, Kolchak había recuperado prácticamente a finales de primavera las posiciones sostenidas por los checoslovacos en agosto de 1918.
Las sublevaciones antibolcheviques en Simbirsk, Kazán, Viatka y Samara facilitaron su avance. El recién formado Ejército Rojo demostró poca disposición para el combate, y se retiró permitiendo que los blancos avanzaran hasta una línea que se extendía desde Glázov a Uralsk pasando por Oremburgo. Kolchak dominaba por entonces un territorio de más de 300 000 km², habitado por siete millones de personas. En abril, el alarmado Comité Ejecutivo Central de los bolcheviques hizo de la lucha contra Kolchak su primera prioridad, lo que permitió que los soviéticos contasen en junio con una ventaja numérica de unos veinte o treinta mil hombres en el frente oriental.
Diversos factores explicaban el avance de las fuerzas de Kolchak: el Grupo de Ejércitos Oriental soviético había perdido a sus mejores unidades, trasladadas a otros frentes, su avance había sido temerario, desperdigando sus fuerzas; los mandos menores y los comisarios se habían mostrado mediocres y bisoños, la disposición del ataque de Kolchak había sido inesperada y la superioridad numérica de este al comienzo, notable.
Sin embargo, según llegó el deshielo de primavera la posición de Kolchak degeneró: sus ejércitos habían avanzado más allá de sus líneas de suministros, que estaban agotándose, y el Ejército Rojo estaba aumentando enormemente sus efectivos en la zona con el reclutamiento masivo de nuevas tropas. A finales de mayo el número de efectivos del Grupo de Ejércitos Oriental se había triplicado hasta los 341 424 hombres y su armamento había aumentado también. Mijaíl Frunze llegó para tomar el mando del 5.º Ejército soviético.

#### Contraofensiva soviética de verano (mayo-julio de 1919)
El 28 de abril de 1919, Mijaíl Frunze atacó el flanco izquierdo de Janzhin, tomó tras dos días Buguruslán y amenazó con rodear la vanguardia del Ejército Occidental. Gracias a la deserción del comandante de la 25.ª División soviética, las unidades de aquel pudieron retirarse ordenadamente tras el río Ik, posición que habían alcanzado a mediados de mayo.
Más al norte, infantes soviéticos tomaban Chístopol el 4 de mayo y cerraban así la brecha entre unidades del Grupo de Ejércitos.
El 15 de mayo caía Belebei y el 7 de junio la 26.ª División del 5.º Ejército soviético cruzaba el río Bélaya en persecución del Ejército Occidental, que abandonó en medio del pánico Ufá, con importantes depósitos de armas y alimentos, dos días después. El intento desesperado de evitar la captura de la ciudad por los batallones selectos de Kappel, todos condecorados con la Orden de San Jorge, que cargaron a la bayoneta contra las posiciones soviéticas de Frunze, fracasó y se saldó con más de tres mil muertos.

La contraofensiva soviética del verano de 1919 devolvió primero a las fuerzas de Kolchak a las posiciones de comienzos de la primavera y luego les arrebató el control de los Urales. El intento de contraofensiva de agosto centrado en Cheliábinsk fue un rotundo fracaso que supuso el relevo del jefe del Estado Mayor, Lébedev.

En el norte, sin embargo, el Ejército Siberiano de Gajda continuaba su avance y tomó Glázov a comienzos de junio. Ante la retirada del Ejército Occidental, no obstante, Gajda quedó expuesto y hubo de comenzar el repliegue; Glázov se abandonó el 13 de junio. No pudo realizar el deseado enlace con las tropas británicas que avanzaban desde Arjánguelsk. Sarapul había sido capturada por el 2.º Ejército soviético el 2 de junio. El 6 tomaba Izhevsk, que en dos semanas producía ya quinientos fusiles diarios para los soviéticos. En dos semanas, las fuerzas de Gajda habían regresado a su punto de partida, Perm.
En el sur, donde el frente se había mantenido estable de marzo a mayo, unidades cosacas habían logrado atravesar las líneas del 4.º Ejército soviético avanzando hacia Nikoláyevsk, acercándose a las unidades de Piotr Wrangel que asediaban Tsaritsyn y a 40 km de Samara. Tras amenazar brevemente la retaguardia del 5.º Ejército, hubieron de retirarse, siendo exiguas para mantener las posiciones alcanzadas.
Durante el mes de mayo, la mayoría de las unidades baskires desertaron en masa a los soviéticos, aunque la primera gran deserción tuvo lugar en febrero, cuando dos mil de ellos cambiaron de bando una vez que los soviéticos les garantizaron la formación de una nueva república autónoma y Kolchak insistió en disolver las unidades baskires e integrarlas en el Ejército Siberiano.
A finales de junio, las fuerzas de Kolchak se hallaban aproximadamente donde habían comenzado la ofensiva de primavera. El Comité central bolchevique, a pesar de la oposición de Trotski y Jukums Vācietis, que temían que Kolchak dispusiese de numerosas reservas, decidió a finales de junio y comienzos de julio continuar el avance más allá de los Urales.
El 1 de julio, durante las celebraciones de aniversario de la creación del Gobierno Provisional Siberiano, se conoció la pérdida de Perm, abandonada ese mismo día. Las derrotas del frente agudizaron el agotamiento mental y el nerviosismo de Kolchak, que durante julio y agosto se mostró extremadamente nervioso, agotado, irascible, con ataques de ira. Su aspecto físico empeoró notablemente.
El 11 de julio, los soviéticos socorrían a la guarnición de Uralsk, largo tiempo sitiada. En el frente central, el 5.º Ejército tomaba Zlatoúst, localidad que controlaba el principal paso de los Urales, el 13 de julio. La ciudad había sido abandonada apresuradamente con grandes cantidades de material, que cayeron en manos de los soviéticos. En el norte, tras la caída de Perm, Ekaterimburgo se capturó a mediados de mes (14 de julio). Esta ciudad había sufrido un gran pogromo con dos mil muertos de su escasa población judía poco antes de ser tomada por los soviéticos, símbolo del creciente nerviosismo de los partidarios de Kolchak y de su búsqueda de chivos expiatorios para sus reveses.
En diez semanas, el Ejército Rojo había avanzado cerca de quinientos kilómetros en el frente norte y seiscientos en el centro, lo que privó a Kolchak de las minas y las fábricas de los Urales, su única base industrial. El revés militar también trajo consecuencias políticas: el reconocimiento de los Aliados al Gobierno de Omsk dejó de plantearse.
Las deficiencias organizativas y de estrategia del mando blanco, junto con la escasa calidad de sus tropas, que comenzaron a desertar en masa ante las primeras derrotas, quedaron de manifiesto durante la contraofensiva soviética. Las deserciones para atender los campos y el gran número de bajas entre los soldados bisoños redujeron enormemente el tamaño de las fuerzas de Kolchak, que apenas alcanzaba la mitad de los sesenta mil hombres de marzo dos meses más tarde. Los intentos de aumentar el reclutamiento y de utilizar las últimas reservas fracasaron. Tampoco hubo intento alguno por utilizar los prisioneros de guerra soviéticos, para desesperación de la misión militar británica, que los consideraba potenciales reclutas. El mando de Kolchak prefirió ejecutarlos en masa o encerrarlos en campos de prisioneros, donde morían a menudo de frío y de tifus. La oficialidad, a pesar de ejemplos de heroísmo aislado, se mostró en general indisciplinada y caprichosa y esto dificultó la ejecución de las órdenes.
Las derrotas del verano supusieron además un gran contratiempo económico para Kolchak: esfumada la posibilidad de ser reconocido como Gobierno oficial de Rusia desaparecieron las posibilidades de obtener los necesarios créditos de los Gobiernos Aliados. El régimen tuvo que seguir sosteniéndose de la única fuente de financiación de la región, que ya se había mostrado muy generosa con los anteriores gobiernos antibolcheviques: las cooperativas. El Gobierno, sin embargo, con su preferencia ideológica por la empresa privada, no mantuvo buenas relaciones con el sistema cooperativista, a pesar del enorme apoyo económico (doscientos millones de rublos hasta octubre de 1919) y moral recibido de este. La retirada militar también causó una crisis política en el Gobierno, cada vez menos seguro de su victoria final.

#### Contraataque en Cheliábinsk
Con el ejército en retirada se creyó conveniente reorganizarlo pero esto llevó semanas de discusiones entre los mandos del frente y el Estado Mayor y la dimisión del general Gajda, que había exigido el relevo de Lébedev y la obtención para sí del mando de todas las fuerzas, infructuosamente.
Mientras se discutía la conveniencia de montar un contraataque continuaba la retirada, evacuándose Ekaterimburgo en completo desorden el 14 de julio. A pesar de la oposición de algunos generales, Lébedev, apoyado por general Konstantín Sájarov y con el beneplácito de Kolchak, logró la aprobación de la contraofensiva alrededor de Cheliábinsk. El objetivo principal de Kolchak era impresionar mediante una victoria militar a los representantes Aliados, reunidos por entonces en Omsk para decidir la continuación del apoyo a su Gobierno.

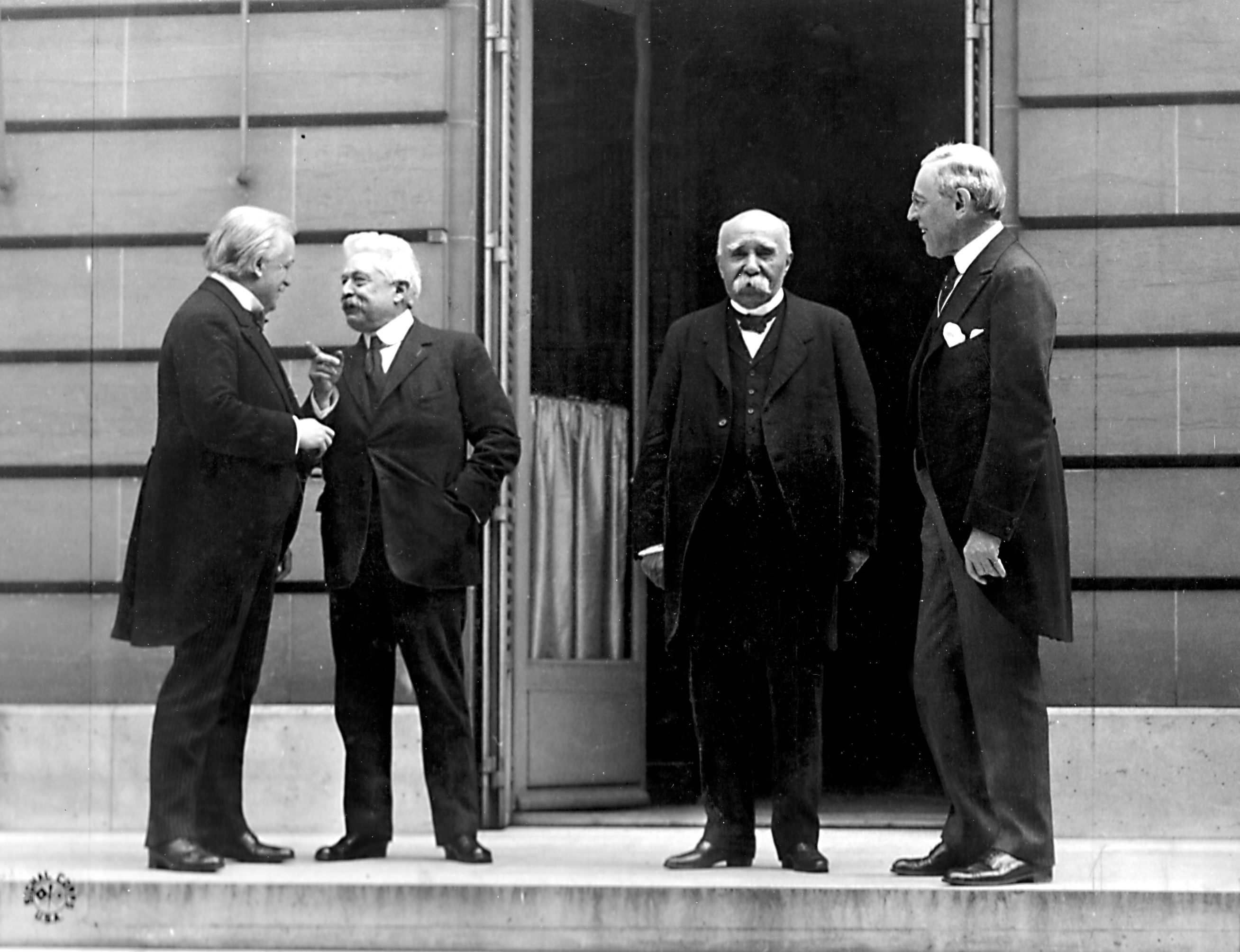
Los principales primeros ministros Aliados: David Lloyd George, Vittorio Orlando, Georges Clemenceau y el presidente estadounidense Woodrow Wilson en París en 1919. Los reveses militares del verano les hicieron descartar la posibilidad de reconocer oficialmente al Gobierno de Kolchak.

El plan consistía en abandonar Cheliábinsk a los soviéticos para, a continuación, rodearlos mediante un movimiento de pinza formado por dos brazos: el septentrional con seis divisiones al mando de Voisetjovski y el meridional con tres y una brigada de caballería al mando de Kappel. La maniobra debía acabar con el aprisionamiento del 5.º Ejército soviético en una bolsa centrada en la ciudad.
El 27 de julio, las primeras unidades soviéticas entraron en la ciudad, abandonada según el plan. El ataque de las unidades de Kappel, completamente bisoñas, fracasó, siendo fácilmente rechazadas por la 26.ª división soviética, una unidad de choque. En el norte Voisetjovski logró cortar pasajeramente el ferrocarril Cheliábinsk-Ekaterimburgo, antes de ser atacado por unidades del 3.er Ejército soviético al mando de Frunze, que lo rechazaron hacia Kurgán y el río Tobol el 2 de agosto. Kolchak perdió en la operación varios miles de hombres y numerosos material y abastos. El 4 de agosto se perdía también Troitsk y con ella todo contacto con el Ejército Meridional, que comenzó su retirada hacia Turquestán.
El 2 de agosto, los soviéticos tomaban definitivamente Cheliábinsk, centro agrícola de la ladera oriental de los Urales, y capturaron miles de prisioneros, convirtiéndose su victoria en prueba de la ineptitud del alto mando de Kolchak, en manos del incompetente Lébedev. A comienzos de agosto las fuerzas de Kolchak se hallaban ya al este del Tobol, más cerca de Omsk que de los Urales.
Tras el fracaso de la contraofensiva de Cheliábinsk a comienzos de agosto de 1919 los Aliados desecharon la idea de que Kolchak y su Gobierno fuesen el principal centro del Movimiento Blanco y abandonaron la idea de reconocerlo como Gobierno oficial de Rusia, aunque esta resurgió efímeramente durante el otoño con los pasajeros avances de Yudénich y Denikin en otoño. A partir de entonces los Aliados se limitaron a entregar la ayuda ya prometida y sostener moralmente al régimen mientras traspasaban el grueso de su apoyo material a Denikin. Los intentos de algunos elementos del régimen de chantajear a los Aliados con amagos de acercamiento a Alemania fracasaron en su objetivo de recuperar la ayuda pasada y no contaron con el respaldo de Kolchak, que se negó a contemplar la cooperación con los alemanes y sus partidarios.
Además de los reveses en el frente la situación en la retaguardia era ya en el verano preocupante. Los desmanes del ejército en el campo y la crisis económica habían favorecido el descontento del campesinado y la aparición de crecientes bandas de partisanos que operaban al norte y al sur de la línea del Transiberiano y controlaban amplios territorios, a pesar de estar en general mal armados. Las derrotas en el frente acentuaron la represión militar y los desmanes, a pesar de las órdenes del mando para acabar con estos y, en especial, con la quema de aldeas como práctica de castigo.
Los intentos de los socialistas moderados, considerados por los más reaccionarios poco más que un grupo de «kerenskistas», de reformar el régimen y formar un órgano de control de la dictadura, a pesar de tímidos avances a comienzos del verano, acabaron fracasando, negándose Kolchak a finales del verano a estudiar sus propuestas de reforma.

#### La contraofensiva de Ishim-Tobol (septiembre-octubre de 1919)

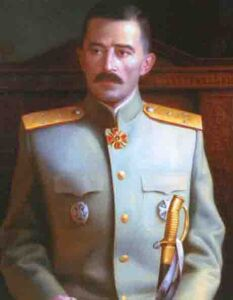
El general Dieterijs, al mando de la contraofensiva de Ishim-Tobol, que detuvo temporalmente el avance soviético. Dieterijs, beato y reaccionario, era, sin embargo, uno de los oficiales más capaces del ejército de Kolchak.

Tras su victoria en la batalla alrededor de Cheliábinsk a comienzos de agosto el Ejército Rojo continuó su avance durante todo el mes. El 1.er y 4.º ejércitos, agrupados en el frente del Turquestán al mando de Mijaíl Frunze, empujaron al Ejército Meridional formado por los cosacos de Oremburgo y del Ural hacia Persia y el Sinkiang mientras que el 3.º y 5.º avanzaban a lo largo de las líneas férreas Ekaterimburgo-Tiumén-Ishim y Cheliábinsk-Kurgán-Petropávlovsk, respectivamente. A mediados de agosto los soviéticos capturaron Tiumén y Kurgán, abandonadas sin lucha por el ejército de Kolchak. A finales de mes aquellos se encontraban a 70 km del río Ishim, última barrera natural antes de Omsk. Ante la posibilidad de tener que evacuar la capital, se sopesaron las alternativas militares: bien tratar de rechazar al enemigo en el Ishim y empujarle de vuelta al río Tobol o abandonar la capital y formar un nuevo frente a lo largo del río Obi o cerca del Baikal. A pesar de los temores de hundimiento militar en caso de que fracasase una nueva ofensiva, se optó por tratar de conservar la capital.
El plan del general Mijaíl Dieterijs consistía en un ataque al centro del frente que debía comenzar el 1 de septiembre de 1919 desde el Ishim, combinado con un rápido movimiento envolvente en el flanco derecho contra el 5.º Ejército soviético a cargo de la caballería, que debía cortar la retirada hacia el Tobol a los soviéticos. La planificación del ataque fue deficiente y, a pesar de la reorganización del ejército a mediados de agosto, este siguió contando con un exceso de unidades y de mandos para apenas sesenta mil hombres. El 3.er Ejército, formado por los restos del Ejército Occidental, contaba con un alto mando capaz de administrar un ejército de un millón de hombres. Los tres nuevos ejércitos (el 1.º y el 2.º creados por la división del Ejército Siberiano y el 3.º del Occidental) contaban con cinco mandos, once cuarteles generales de cuerpos de ejército y treinta y cinco de divisiones y brigadas. Los intentos de movilizar a la burguesía para aumentar el tamaño de las unidades fracasaron nuevamente y el reclutamiento apenas llegó al 25 % de los objetivos en la mayoría de las zonas, haciendo peligrar los preparativos para el ataque. A finales de agosto apenas se habían reunido reclutas para formar una división, aunque se habían formado ya mandos para once. Mientras los oficiales del frente escaseaban, las unidades de mando en la capital seguían siendo gigantescas y desproporcionadas. Eran numerosos los jóvenes oficiales que podían verse en resplandecientes uniformes día y noche en la capital, pero no en el frente.
Los intentos de reunir una gran fuerza cosaca para el crucial ataque de flanco planeado por Dieterijs tampoco fructificaron. La mayoría de los cosacos que no se habían enrolado ya en las fuerzas armadas no mostraron interés en unirse al ejército, tratando de no verse involucrados en la guerra civil. El día que debía comenzar la ofensiva la fuerza cosaca apenas había reunido siete mil quinientos hombres cuando se esperaban al menos veinte mil. A pesar de lo exiguo de la unidad, se dio la orden de comenzar el ataque según el plan previsto.
La sorpresa hizo que las unidades de Kolchak comenzasen avanzando y aprovechasen el excesivo avance de los soviéticos, alejados de sus centros de mando. Gracias al traspaso de tropas rojas del frente siberiano al meridional, las fuerzas de Kolchak contaban además con una ligera ventaja numérica. El 2.º Ejército no logró flanquear al 2.º soviético, pero los cosacos, por su parte, sí consiguieron al comienzo algunas victorias al sur de Petropávlovsk y derrotaron a la 5.ª y 35.ª divisiones del 5.º Ejército soviético entre el 7 y el 9 de septiembre de 1919. Los avances continuaron durante las dos semanas siguientes. Los cosacos, sin embargo, retrasaron repetidas veces el fundamental ataque contra Kurgán que debía cortar la retirada ordenada de las unidades soviéticas, para desesperación de Kolchak y del alto mando. Dieterich ordenó a la fuerza cosaca de Ivanov-Rinov atacar en seis ocasiones, pero este se limitó a desoír las órdenes, por lo que fue temporalmente destituido. El 30 de septiembre, e incluso sin el esperado golpe de los cosacos contra la retaguardia soviética, las unidades de estos habían cruzado el Tobol y perdido Tobolsk, capturado por el 1.er Ejército de Kolchak, y numerosos hombres y material. La reconquista, no obstante, era engañosa: con unas fuerzas cada vez más menguadas de poco más de veinte mil hombres, sin refuerzos destacables y con un enemigo que se reforzaba por momentos, la probabilidad de continuar el avance era nulo y la posibilidad de mantener la línea del Tobol hasta la primavera quedaba en duda. La debilidad del frente hacía que el ejército fuese muy vulnerable a cualquier contraataque soviético.
Los intentos del beato Dieterijs de convertir la ofensiva en una cruzada para aumentar el número de reclutas y poder mantener el frente fracasó, tanto en el número de soldados obtenidos como en su calidad. Mientras, los soviéticos consiguieron reforzar sus unidades con varias decenas de miles de hombres entre el 1 y el 13 de octubre de 1919 y alcanzaron una ventaja de tres a uno a mediados de mes. El 14 de octubre recibían la orden de contraatacar y el 18 habían logrado cruzar el Tobol. El ejército de Kolchak comenzó entonces una retirada que no se detuvo ya hasta llegar al océano.

#### Retirada y pérdida de la capital

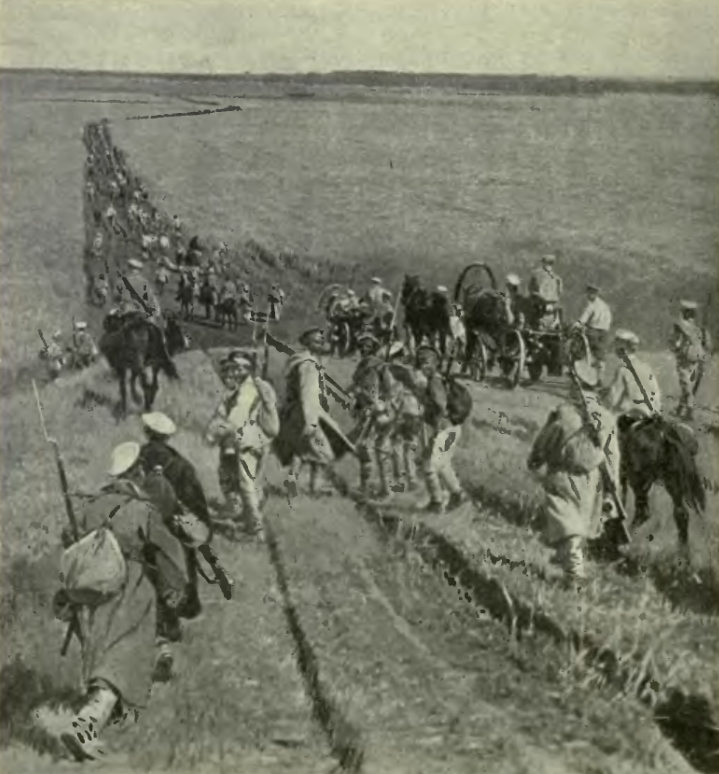
Columna de tropas «blancas» en retirada en 1919. La retirada hacia Siberia Oriental tras la evacuación de Omsk a mediados de noviembre de 1919, en terroríficas condiciones, se cobró la vida de numerosos refugiados y disolvió las fuerzas armadas.

El 22 de octubre de 1919, el 1.er Ejército abandonó Tobolsk a los soviéticos, mientras el 2.º y 3.º retrocedían hacia Ishim y Petropávlovsk. A pesar de la importancia estratégica de esta última, se abandonó el 31 de octubre, al igual que la primera, que se evacuó con los puentes sobre el río intactos el 4 de noviembre.
Dieterijs ordenó la evacuación de Omsk, planeando reformar el frente más al Este, el 29 de octubre de 1919. Kolchak, sin embargo, decidió defender la capital y rescindió la orden, a pesar de que ya parte de las unidades habían marchado al Este. Kolchak llamó a las armas a la población para defender la ciudad.
La desautorización de Dieterijs llevó a la dimisión de este, sustituido por el general Sájarov, el 4 de noviembre. El mando de los distintos ejércitos también se reorganizó.
A pesar de las declaraciones optimistas de Sájarov, las misiones diplomáticas aliadas abandonaron la ciudad el 7 y el Consejo de Ministros hizo lo mismo tres días más tarde. La defensa de la ciudad hizo que esta volviese al caos producido por los militares al comienzo de la dictadura. Cerca de cuatrocientos prisioneros políticos de la cárcel de la ciudad fueron asesinados y muchos otros abandonados a la intemperie.
Kolchak fue de los últimos en abandonar la ciudad, la noche del 13 de noviembre, en cinco trenes que contenían los restos de la reserva de oro del Imperio. En la madrugada del día siguiente, tras una marcha forzada de doscientos kilómetros en dos días, unidades del 5.º Ejército soviético al mando de Tujachevski entraban en la ciudad, donde encontró escasa oposición de la guarnición local; logró el control de Omsk ya por la tarde del mismo día. Capturaron numeroso material y decenas de miles de prisioneros.

#### Insurrecciones y disgregación del ejército

Últimos meses del régimen de Kolchak, con la retirada de sus unidades, las revueltas en su contra y el avance soviético.

Camino de Irkutsk para reunirse con sus ministros, Kolchak recibió la noticia de la decisión de los mandos de la Legión Checoslovaca de comenzar de inmediato su retirada y abandonar sus actividades a favor de su Gobierno (13 de noviembre de 1919). Cinco días más tarde se enteraba del levantamiento socialrevolucionario contra su régimen en Vladivostok, respaldado por el destituido Radola Gajda. La oposición, que había conspirado contra Kolchak desde hacía tiempo, se había librado de la represión del gobernador de Kolchak por la protección de los legados Aliados, contrarios al uso de las tropas cosacas de Kalmykov en la ciudad.
El levantamiento, además de la cooperación de Gajda, que informó a los Aliados de su inminencia a comienzos de noviembre, contó con cierta simpatía de los representantes Aliados en la ciudad. El alzamiento se produjo el 17 de noviembre de 1919, y logró al comienzo la adhesión de ciertas unidades. La suerte del levantamiento, sin embargo, quedó sellada al no lograr este el respaldo de los ocho mil legionarios checoslovacos de la ciudad, que se declararon neutrales y expresaron su deseo de ser evacuados cuanto antes. Las unidades militares japonesas, con la excusa de «limitar los combates», aislaron el centro de la insurrección, la estación de ferrocarril, de la ciudad. Las tropas alzadas quedaron entonces sitiadas por Kalmykov y por la marina, leal a Kolchak.

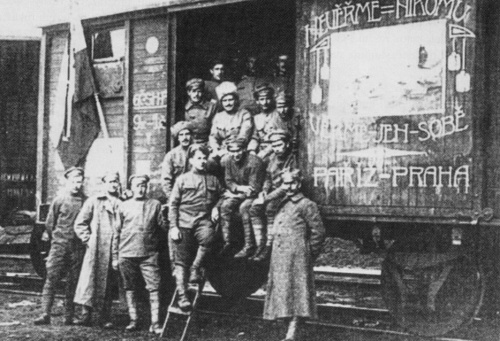
Tropas de la Legión Checoslovaca. Denigrada por Kolchak a pesar de sus grandes servicios como guardiana del Transiberiano, acabó por dar prioridad a su retirada hacia Vladivostok a finales de 1919 —lo que causó desorden en la retirada rusa— y entregó al almirante a los rebeldes de Irkutsk.

Tras unas cortas negociaciones los sitiadores bombardearon la estación el 18 de noviembre y el aplastamiento de la rebelión se convirtió en una matanza. Gajda fue rápidamente deportado y los principales dirigentes socialrevolucionarios buscaron la protección del mando estadounidense en la ciudad.
Mientras, los socialrevolucionarios y el Gobierno negociaban en Irkutsk un acuerdo de colaboración en medio de la desconfianza mutua. Kolchak no respaldaba las negociaciones, y continuaba su lenta retirada a lo largo del ferrocarril y alcanzó Taiga el 8 de diciembre de 1919. Allí se reunió con el nuevo primer ministro que trató de convencerle de la necesidad de profundos y rápidos cambios en el Gobierno, sin éxito. Tras la marcha de Kolchak el primer ministro logró destituir a Sájarov, que se oponía a los cambios propuestos por este, como comandante en jefe por la fuerza.
El 12 de diciembre de 1919 el general checoslovaco Jan Syrovy le comunicó a su superior, el general francés Maurice Janin, la necesidad de comenzar de inmediato la evacuación de la Legión para evitar un amotinamiento, logró el beneplácito de este y el consentimiento para dar prioridad a los checoslovacos frente a otros contingentes como el polaco, el serbio, el rumano o el italiano, que serían evacuados más tarde. Pocos días más tarde los checoslovacos se habían hecho con el control total del Transiberiano, sustituido a los jefes de estación e impuesto a los rusos su orden de evacuación, en el que las unidades de Kolchak iban a ser evacuadas en último lugar, tras las unidades extranjeras. Los checoslovacos prohibieron el traslado de los convoyes rusos al este de Novonikoláevsk antes de la retirada total checoslovaca, lo que retrasó de manera crucial la retirada rusa y aparcó el convoy de Kolchak en Krasnoiarsk durante varios días. A pesar de las furibundas protestas rusas los checoslovacos se negaron a cambiar las órdenes, que dejaron más de 120 trenes de refugiados atascados en la línea, siendo capturados por los soviéticos a un ritmo de unos 10-20 diarios. Mientras, Kolchak continuó su lento avance hacia Irkutsk siempre que se lo permitían los checoslovacos. En Kranoiarsk quedó detenido entre el 17 y el 21 de diciembre, negándose Janin a dar prioridad a su convoy.
Tras largas conversaciones Kolchak consiguió abandonar la ciudad poco antes de caer en manos de los rebeldes socialrevolucionarios del «Centro Político», que también controlaban ya Nizhneúdinsk cuando el almirante alcanzó la ciudad el 27 de diciembre y quedó a la vez protegido y detenido por las tropas checoslovacas que controlaban la estación. El 24 de diciembre de 1919 el «Centro Político» había tomado el control de Irkutsk.
El 27 de diciembre de 1919, el 5.º Ejército Rojo capturó Novonikoláevsk, donde los atascos en el ferrocarril, que habían dejado al 2.º y 3.er ejércitos bloqueados tras cien kilómetros de trenes con refugiados entre Chulym y la ciudad, habían acelerado la disolución del ejército. Nuevamente, al conquistar la ciudad los soviéticos hicieron miles de prisioneros y tomaron abundante material. Semana y media antes unidades del Ejército, amotinadas en Tomsk y Taigá, asesinaron a algunos oficiales y exigieron la firma de la paz con los soviéticos, que avanzaban sobre ellas.
El sucesor de Sájarov al frente de los restos del ejército, el general Kappel, trató en vano de detener el avance soviético en Krasnoiarsk, pero los alzamientos favorecidos por los socialrevolucionarios y los amotinamientos de tropas frustraron sus esfuerzos. La multitud de refugiados, el desorden de sus tropas y el control del ferrocarril por los checoslovacos, que dieron total prioridad a la evacuación de sus unidades, impidieron cualquier intento de resistencia. La retirada del ejército, entremezclada con la de los numerosos refugiados, fue durísima en medio del invierno siberiano en el recorrido de mil quinientos kilómetros entre Omsk y Krasnoiarsk. El frío, la falta de asentamientos donde refugiarse, de transporte para huir de las unidades soviéticas, la epidemia de tifus y la dura naturaleza de la región, infestada de lobos, convirtieron la marcha en terrorífica.
Nuevamente tras largas negociaciones y la promesa de dimisión de Kolchak, los checoslovacos le suministraron trenes para continuar su viaje y evitar que cayese en manos de los rebeldes que controlaban Nizhneúdinsk, pero bajo escolta militar checoslovaca y habiendo desarmado a su guardia. Los allegados al almirante confiaban en, una vez llegados a Irkutsk, librarse de los checoslovacos, muy hostiles al almirante, y obtener el sostén de las unidades japonesas presentes en la ciudad. El 5 de enero, en un gesto inútil, Kolchak había transferido su título de Gobernante Supremo a Denikin, que también se hallaba ya en retirada.

#### Detención, últimas operaciones militares y muerte
Con el hundimiento de la administración «blanca» y bandas de partisanos y trabajadores presentes en la línea, el viaje se tornó cada vez más tenso. El 12 de enero de 1920, ante la amenaza de volar la línea y cortar el suministro de carbón a los checoslovacos, estos accedieron a que subiese al tren del almirante un representante de los partisanos. Al día siguiente, hubieron de permitir que varias docenas de rebeldes se uniesen al tren. Este llegó finalmente a Irkutsk a las 3 de la tarde del 15 de enero y fue recibido por tropas rebeldes del Centro Político, que controlaba precariamente la ciudad. Detenido en su vagón por los rebeldes, la petición del comandante japonés de las tropas acantonadas en la ciudad de lograr su custodia fue rechazada por Syrovy, que temía la reacción de los mineros y de los rebeldes contra la evacuación de sus hombres. Janin aprobó la entrega de Kolchak a los rebeldes, que se le comunicó esa misma tarde por azorados representantes checoslovacos. Los Aliados habían prometido anteriormente asegurar su protección y trasladarlo a donde desease.
La decisión de Syrovy y Janin fue muy polémica y a menudo tachada de traición, pero la actitud de las tropas checoslovacas, simpatizantes de los rebeldes, parece que hubiese impedido otra alternativa salvo la de enfrentarse a estos y afrontar una retirada estorbada por ellos de miles de kilómetros a través del invierno siberiano. Ante el historial de desprecio de Kolchak, las perspectivas de grandes pérdidas y una difícil evacuación, y el rápido avance soviético, la entrega de Kolchak a los rebeldes quedó decidida.
Fue encarcelado junto a su amante y algunos de sus ministros. Durante su arresto Kolchak fue sometido a la investigación de una comisión de cinco socialistas, miembros de los partidos que se habían hecho con el control de la ciudad, del 21 de enero al 6 de febrero.
El «Centro Político», en cuyo poder se encontraba Kolchak, contaba, sin embargo, con escaso respaldo popular y sobrevivía gracias al apoyo checoslovaco; era cada vez más evidente su incapacidad para detener el avance soviético o evitar la toma del poder en las ciudades en las que se había sublevado por parte de los bolcheviques locales. Una delegación socialrevolucionaria trató, no obstante, de interrumpir el avance de los soviéticos en conversaciones, aprobadas por Lenin en Tomsk. El acuerdo con el comandante soviético para la creación de un Estado entre los soviéticos y los japoneses, sin embargo, quedó invalidado por la pérdida del poder de los socialrevolucionarios en Irkutsk el 21 de enero, que lo entregaron voluntariamente a un comité revolucionario bolchevique antes de disolverse.

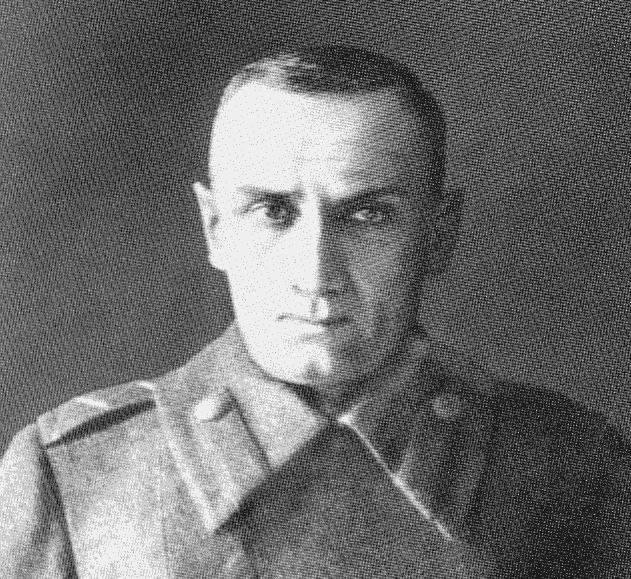
Última fotografía conocida de Kolchak antes de su ejecución en Irkutsk ante el avance de los restos de su ejército hacia la ciudad, que amenazaba con liberarlo. Las nuevas autoridades soviéticas de la ciudad obtuvieron permiso para ejecutarlo junto a su primer ministro para evitar esta posibilidad, a pesar de las anteriores instrucciones de Lenin, que pretendía juzgarlo.

Un día antes de la desaparición del Centro Político, unidades blancas en retirada comenzaron a agruparse en Nizhneúdinsk y amenazaron con retomar Irkutsk. Estas eran las fuerzas que Kappel había dirigido hacia el norte, alejadas de la línea de avance principal de los soviéticos a lo largo del Transiberiano, primero a lo largo del río Yeniséi y más tarde de nuevo hacia el Sur, siguiendo el afluente río Kan hacia Kansk. Otras unidades habían seguido al general Serguéi Voitsejovski a lo largo de la ruta principal donde los soviéticos, acelerando el ritmo de avance, forzaron la rendición de cinco mil polacos de la Legión Polaca, muy desmoralizados, el 8 de enero de 1920 a los que los checoslovacos se habían negado a evacuar a sus heridos y enfermos. Poco después las escasas unidades rumanas también eran alcanzadas y, tras intentar en vano utilizar los trenes en manos de los checoslovacos, se rendían a los soviéticos. Comenzaron entonces los combates entre la vanguardia soviética y la retaguardia checoslovaca. Kappel alcanzó Kansk el 15 de enero de 1920, dos días después de que las últimas tropas checoslovacas cruzasen la ciudad y, aunque fracasó en su intento de retomarla de manos de los soviéticos, consiguió avituallarse y continuar hacia el Este. El 20 de enero, Kappel derrotó a las fuerzas del Centro Político y los partisanos en Uk y al día siguiente retomó Nizhneúdinsk, donde las unidades supervivientes de Voitsejovski se reunieron con él. Comenzaron entonces las operaciones para capturar Irkutsk, liberar a Kolchak y sus compañeros, recuperar la reserva de oro y formar un nuevo frente al oeste de la ciudad.

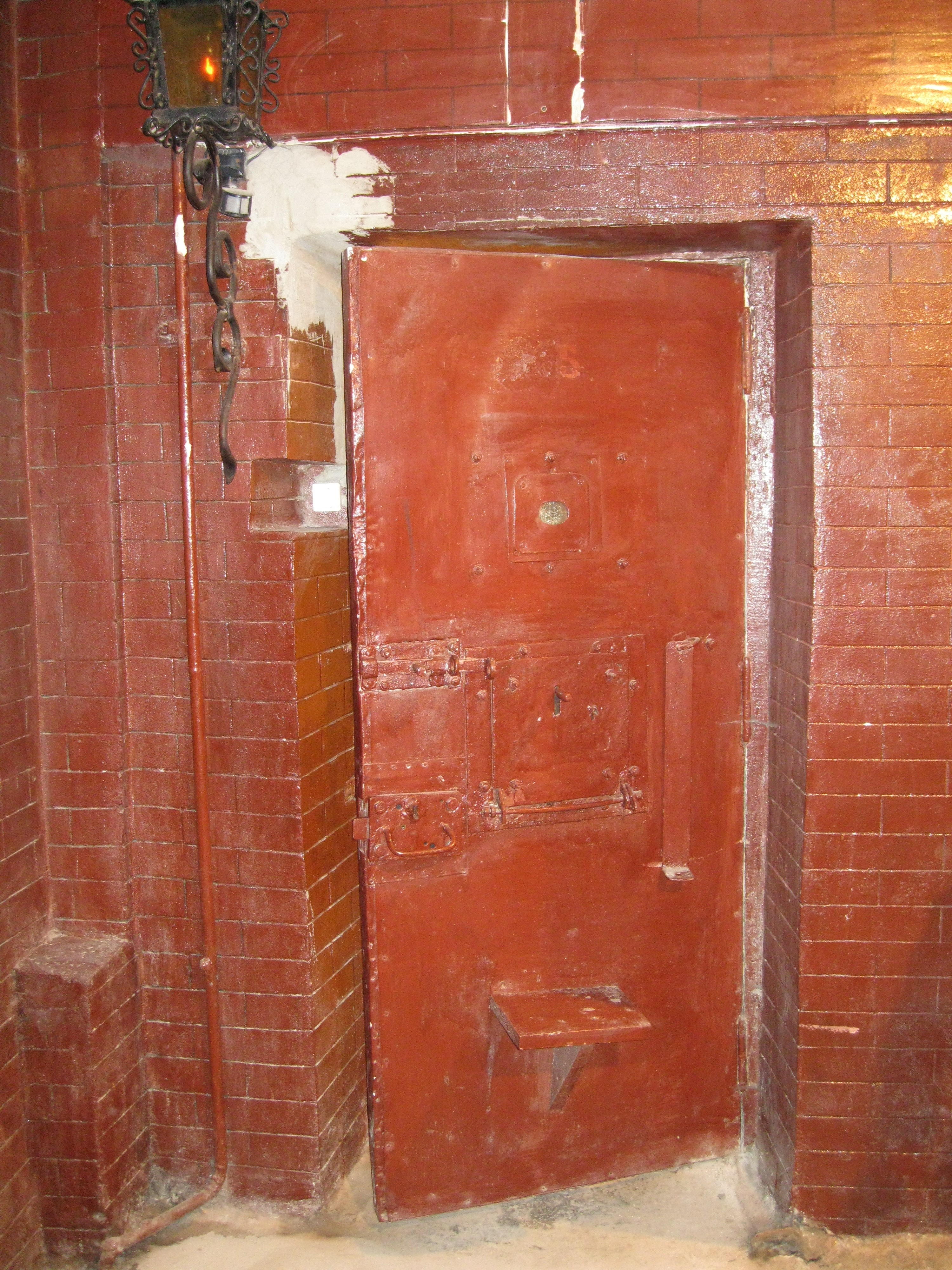
Celda de la prisión de Irkutsk donde fue encerrado Kolchak durante su detención y hasta su fusilamiento.

Los intentos de negociación entre la nueva administración bolchevique de la ciudad para evitar el asalto y Voitsejovski (que acababa de suceder a Kappel como comandante en jefe tras la muerte de este) fracasaron. Ante la imposibilidad de defender Irkutsk de Voitsejovski y ya claro el objetivo de este de rescatar a Kolchak, el comité de la ciudad decidió ejecutarlo. El 4 de febrero de 1920 las primeras unidades «blancas» habían alcanzado los suburbios de la ciudad, a pesar de los intentos de contenerlas. El día anterior el comité de la ciudad restauró la pena de muerte y el 6 de febrero solicitó permiso para la ejecución de Kolchak y de su primer ministro Pepeliáev de la autoridad soviética más cercana, el presidente del comité militar revolucionario del 5.º Ejército, Smirnov, que, a pesar de las instrucciones de Lenin de capturar vivo a Kolchak para ser juzgado en Moscú, dio permiso para las ejecuciones en caso de peligro de liberación por parte de Voitsejovski.
El 7 de febrero de 1920, el jefe local de la cheka comunicó la decisión a Kolchak, que en todo momento se mostró tranquilo y digno, a diferencia de Pepeliáev. Una organización clandestina había tratado de liberar al almirante pero este se había negado a abandonar a sus compañeros de prisión. Dos horas más tarde, a las 4:00 a. m. Kolchak y Pepeliáev fueron sacados de la prisión y fusilados, el primero tranquilo y rechazando que le vendasen los ojos, el segundo teniendo que ser arrastrado hasta el lugar de ejecución. A continuación sus cuerpos fueron lanzados al río Ushakovka (afluente del río Angará) a través de un agujero en el hielo.
El mismo día se conoció el acuerdo entre soviéticos y checoslovacos que puso fin a los combates entre sus fuerzas y facilitaba la evacuación de los segundos a cambio de su estricta neutralidad. Como consecuencia los checoslovacos ordenaron a Voitsejovski abandonar el asalto de Irkutsk para garantizar la neutralidad en el ferrocarril y aquel se vio obligado a retirar sus unidades, continuar su retirada al Este y rodear la ciudad. A finales de febrero unos doce mil harapientos supervivientes de las fuerzas de Kolchak alcanzaron Chitá, los únicos restos de su ejército.
El 1 de marzo de 1920, las últimas unidades checoslovacas evacuaron Irkutsk y una semana más tarde las primeras unidades del 5.º Ejército soviético entraban en la ciudad. El mismo mes la reserva de oro rusa partía de vuelta a Kazán en un tren con una pancarta: «Al querido Vladímir Ilich, la ciudad de Irkutsk».

## Valoración
Tras regresar al Reino Unido, el general Knox envió un informe al Ministerio de Defensa que se considera un resumen ecuánime de Kolchak y su dictadura:

Toda la responsabilidad por el fracaso en Siberia no debe recaer en el almirante Kolchak. Es cierto que su carácter tenía rasgos que cuadraban mal con su cargo de Gobernante Supremo. Aunque obstinado, le faltaba la verdadera fuerza de carácter y caía con facilidad bajo la influencia de cualquier individuo que estuviese continuamente en su compañía. Era demasiado benévolo y permitió que la maquinaria militar se viese afectada seriamente por las continuas disputas y celos de sus subordinados en vez de imponer mediante duras medidas que trabajasen de forma honesta y patriótica. Desperdició su tiempo en dirigir operaciones militares de las que no sabía nada mientras desatendía la administración civil de la retaguardia. Además era un diplomático deficiente y, siendo de carácter tímido, perdió la lealtad de la población civil apareciendo rara vez en público.

Por otro lado el almirante Kolchak era sin duda honesto y profundamente patriótico. Sabía mandar y se había ganado la reputación de caudillo al mando de la Flota del Mar Negro. En política sus ideas eran progresistas y estaba verdaderamente preocupado por mejorar las condiciones de vida de los campesinos, que creía acabarían por ser la clase dominante en Rusia. Todos los ingleses que le trataron quedaron impresionados por su sinceridad y decisión; sintieron que era el mejor hombre de Siberia y que merecía su apoyo.

Si su tarea le abrumó no fue culpa del almirante. Para haber triunfado se hubiese necesitado al menos un Napoleón. Hay que recordar que por entonces reinaba el caos en toda Siberia y que su desarrollo era insuficiente. Siberia no contaba con fábricas y Kolchak no pudo abastecer a su ejército o a la población civil. Dependía por completo de los abastos enviados por los Aliados, que fueron insuficientes, y de los créditos extranjeros, que no consiguió. El ejército quedó, por tanto, mal equipado y la población no tuvo sus necesidades cubiertas. Que se hiciese tan poco improvisando y usando de la mejor manera estos recursos se debió a la ausencia total de funcionarios incluso mínimamente capaces y honestos que administrasen las fuerzas armadas y el país. El resultado inevitable fue que, a pesar de los esfuerzos de Kolchak, el ejército perdió paulatinamente su capacidad de combate, la población civil se tornó cada vez más descontenta y desleal y finalmente, se mostró dispuesta a dar la bienvenida a los bolcheviques.

En palabras del barón Alekséi von Budberg, ministro de Defensa del Gobierno de Kolchak, la falta de capacidad como dictador del almirante dio como resultado:

Decadencia en el Ejército, ignorancia e incompetencia en el alto mando, en el gobierno inmoralidad, riñas e intrigas de egoístas ambiciosos. En la sociedad en general, pánico, egoísmo, sobornos y todo tipo de comportamientos escandalosos.

En palabras de un comentarista socialrevolucionario de la época, la falta de autoridad real de Kolchak hizo que:

La dictadura de Kolchak era solo un símbolo que ocultaba las dictaduras de los dictadorzuelos de los uyezd, gubernias y óblasts, henchidos de amor por su propio poder aunque vistiesen charreteras por primera vez y no mandasen a menudo más que unas docenas de hombres. Lo único que estos dictadores tenían en común era su convencimiento de que la salvación de Rusia residía en el látigo: el látigo en los cuarteles, en las aldeas, contra los campesinos y, en especial, contra los trabajadores, que todos consideraban como alborotadores bolcheviques.

Tampoco Kolchak supo ganarse el respaldo de la oposición moderada, rechazando cualquier tipo. Según el general Graves:

[...] la palabra «bolchevique» se aplicaba a cualquiera que no apoyaba a Kolchak y a la clase autocrática que lo rodeaba. El significado político de la palabra «bolchevique», tal como se usaba en Siberia, abarcó a todos los representantes de las organizaciones de los zemstvos que se opusieron a las ideas de Kolchak.

Con los reveses militares a partir del verano la estabilidad y salud de Kolchak empeoraron sensiblemente y dificultaron sus tareas. Según el viceministro de educación Gueorgui Guins, en una reunión con los ministros para tratar el grave problema del transporte:

Dio un puñetazo en la mesa, lanzó todo al suelo, cogió una navaja y se puso a raspar el brazo de su silla.[...] «¡Déjenme en paz!», gritó. Les prohíbo que traten esas cuestiones. Hoy voy a presentarme ante el Consejo de Ministros y ordenaré que no se apruebe NIN-GU-NA reforma.

El carácter inestable de Kolchak, su incapacidad para escoger subordinados capaces o para aceptar críticas mostraron su incapacidad para el puesto.
La falta de control sobre algunos caudillos cosacos causó gran daño al Gobierno, al igual que los desmanes de otros oficiales. En palabras del barón Budberg:

Querían crear una fuerza para destruir el bolchevismo, pero acabaron por ayudarle al darle una oportunidad impagable de probar que sus repetidos avisos de que «la hidra de la contrarrevolución ha levantado su sanguinaria cabeza» estaban basados en hechos.

Sobre la extendida corrupción, la decadencia moral, las intrigas y el egoísmo reinante en el territorio, Budberg escribió:

El veneno de la atamanshchina y de la dulzura de vivir fuera de la ley ha penetrado demasiado profundamente en todas partes. Con toda probabilidad nos devorará a todos y pereceremos en su propio hedor.

En palabras del embajador norteamericano en Japón, Roland Morries:

Por toda Siberia [...] se desarrolla una orgía de arrestos sin cargos, de ejecuciones sin ni siquiera la apariencia de juicios y de confiscaciones sin asomo de autoridad.

La derrota de Kolchak fue, principalmente, política, además de militar. Se considera que su dictadura fracasó en aspectos políticos fundamentales: su autoridad y legitimidad no fueron ampliamente reconocidas en la región, el carácter de la dictadura no se distinguió claramente del antiguo régimen zarista, fue incapaz de pergeñar un programa progresista alternativo al bolchevique, no tuvo el arraigo regionalista necesario y dependió de manera excesiva de la ayuda e influencia de fuerzas extranjeras. Los representantes del antiguo régimen se concentraron alrededor de Kolchak, dando cada vez más la apariencia de que su Gobierno, en caso de vencer, no traería un nuevo Gobierno, sino un retorno al antiguo régimen. En palabras del kadete Nikolái Ustriálov, ministro de Información de Kolchak:

Esta no es la nueva Rusia, no es el futuro [...] y nada hay que celebrar en su triunfo. Esta no es la vanguardia de un sistema de gobierno renovado, es la retaguardia de un pasado que está pasando a la eternidad.

## Rehabilitación de su figura
Durante la era soviética Kolchak y los blancos fueron considerados enemigos del pueblo, y su recuerdo denigrado. Sin embargo, tras la caída del régimen comunista ha habido una reivindicación revisionista de la figura de Kolchak y sus servicios en interés de Rusia, principalmente en la prensa popular conservadora y nacionalista, en la que han aparecido diversas hagiografías que buscan ocultar su papel como arquitecto del Terror Blanco.
Sus partidarios le presentan ahora como un mártir patriota que se sacrificó valientemente para tratar de restaurar la grandeza de su patria. Oficialmente su memoria aún no ha sido rehabilitada, tal como se ha hecho con el zar Nicolás II, Denikin, Kappel y otros protagonistas de la guerra civil y dirigentes blancos. Por el momento, se han levantado varias estatuas y monumentos en honor de Kolchak en diversos puntos de la geografía rusa, entre ellas dos en San Petersburgo y una Irkutsk que tiene cinco metros de altura. El 15 de julio de 2005, la isla Kolchak, que había recibido el nombre de isla Rastorgúyev en 1937, recuperó su denominación original.
En 2008 se realizó una superproducción cinematográfica rusa  sobre la figura de Kolchak, Almirante, que tuvo un notable éxito en los cines rusos (fue la tercera película que más recaudó, y la primera producción rusa, en 2008). Financiada por el canal estatal First Channel, la película se alineaba con los esfuerzos del Gobierno ruso por reconectar a la potencia emergente con el pasado imperial ruso. Se ha considerado que la película constituye un esfuerzo por rehabilitar a Kolchak.

## Cine
- Almirante (película)